# Az oroszországi zsidók története
Az oroszországi zsidóság és a történelmileg hozzájuk kapcsolódó területek története legalább 1500 évre nyúlik vissza. Az oroszországi zsidók történelmileg nagy vallási és etnikai diaszpórát alkottak; az Orosz Birodalom egy időben a világ legnagyobb zsidó népességének adott otthont. Ezeken a területeken elsősorban az askenázi zsidó közösség virágzott és alakította ki a modern zsidóság legkülönbözőbb teológiai és kulturális hagyományait, miközben antiszemita diszkriminatív politikával és üldöztetésekkel is szembesült. Egyesek szerint a 21. század eleje óta az oroszországi zsidó közösségek "reneszánszukat" élik. És ma Oroszország zsidó lakossága még mindig a legnagyobbak közé tartozik Európában.

## Áttekintés és háttér
Az orosz zsidók között a legnagyobb csoportot az askenázi zsidók alkotják, de a közösségben jelentős arányban vannak más zsidó diaszpórákból származó nem askenázi zsidók is, köztük hegyi zsidók, szefárdok, krími karaiták, krimcsákok, buharai zsidók és grúz zsidók.
A zsidó nép első megjelenése Oroszország európai részén a Kr. u. 7–14. századig vezethető vissza. A 11. és a 12. században a mai Ukrajna területén fekvő Kijevben a zsidóság egy külön negyedben élt. A zsidó emberek jelenlétére vonatkozó első bizonyítékokat a Moszkvai Nagyfejedelemség idejéből származó 1471-es krónikák dokumentálják. II. Katalin orosz cárnő uralkodása alatt a 18. században a zsidó népességet a Tartózkodási övezet területére korlátozták, arra a területre, ahol élhettek vagy bevándorolhattak. III. Sándor fokozta a zsidóellenes politikát. Az 1880-as évektől kezdve több évtizeden át zsidóellenes pogromhullámok söpörtek végig a birodalom különböző régióin. Több mint kétmillió zsidó menekült el Oroszországból 1880 és 1920 között, főleg az Egyesült Államokba és a mai Izrael Államba. A Tartózkodási övezet sok olyan jogot elvett, amelyet a 17. század végi Oroszország zsidó népe élvezhetett. Ebben az időben a zsidó nép a mai Fehéroroszország, Litvánia, Kelet-Lengyelország és Ukrajna területére korlátozódott. Míg Nyugat-Európában ekkoriban zajlott az emancipáció, addig Oroszországban a zsidó népre vonatkozó törvények egyre szigorúbbak lettek. Engedélyezték számukra, hogy keletebbre, egy kevésbé zsúfolt területre költözzenek, bár a zsidók csak kevesen vállalták az elvándorlást. A kialakult szórványos és gyakran elszegényedett közösségeket stetleknek nevezték.
1917 előtt 300 000 cionista élt Oroszországban, míg a fő zsidó szocialista szervezetnek, a Bundnak 33 000 tagja volt. A bolsevik pártba 1917 előtt mindössze 958 zsidó lépett be, azonban a forradalom után ezrek csatlakoztak.:565 Az első világháború kaotikus évei, a februári és az októberi forradalom, valamint az orosz polgárháború olyan társadalmi átalakulásokat okoztak, amelyek antiszemitizmushoz vezettek. Mintegy 150 000 zsidót öltek meg az 1918 és 1922 közötti pogromokban, közülük 125 000-et Ukrajnában, 25 000-et Fehéroroszországban. A pogromokat többnyire antikommunista erők követték el; néha a Vörös Hadsereg egységei is részt vettek a pogromokban. Anton Gyenyikin Fehér Hadserege az antiszemitizmus bástyája volt, jelszavuk a „Csapjatok le a zsidókra és mentsétek meg Oroszországot!” volt. A bolsevik Vörös Hadsereg, noha egyes katonák antiszemita visszaéléseket követtek el, antiszemitizmus elleni politikát képviselt, és ennek eredményeként elnyerte a zsidó lakosság nagy részének támogatását. Rövid zűrzavaros időszak után a szovjetek elkezdték kivégezni a bűnös egyéneket, sőt feloszlatták azokat a katonai egységeket, amelyek emberei zsidókat támadtak meg. Bár pogromokat ezután is követtek el, főként a Vörös Hadsereg ukrán egységei a Lengyelországból való visszavonulás során (1920), a zsidók általában a Vörös Hadsereget tekintették az egyetlen olyan erőnek, amely képes és hajlandó megvédeni őket. Az orosz polgárháborús pogromok sokkolták a világ zsidóságát, és sok zsidót a Vörös Hadsereg és a szovjet rezsim mellé állítottak, megerősítve a zsidó nép hazájának megteremtése iránti vágyat. 1919 augusztusában a szovjet kormány sok rabbit letartóztatott, zsidó ingatlanokat foglalt le, beleértve a zsinagógákat is, és sok zsidó közösséget feloszlatott. A Kommunista Párt zsidó szekciója „reakciósnak” és „elitistának” bélyegezte a héber nyelv használatát, és betiltották a héber nyelv oktatását. A cionistákat keményen üldözték, a támadások élén zsidó kommunisták álltak.:567
A polgárháborút követően azonban az új bolsevik kormány politikája az 1920-as években a világi zsidó kultúra virágzását eredményezte Fehéroroszországban és Nyugat-Ukrajnában. A szovjet kormány betiltotta az antiszemitizmus minden megnyilvánulását, a жид („zsid”) etnikai jelző nyilvános használatát egy évig terjedő börtönbüntetéssel sújtotta, és megpróbálta modernizálni a zsidó közösséget 1100 jiddis nyelvű iskola és 40 jiddis nyelvű napilap létrehozásával, valamint zsidók letelepítésével az ukrajnai és krími gazdaságokban; az iparban dolgozó zsidók száma több mint kétszeresére nőtt 1926 és 1931 között.:567 Az 1930-as évek elején a zsidók a szovjet lakosság 1,8 százalékát, az egyetemi hallgatók 12–15 százalékát tették ki. 1934-ben a szovjet állam létrehozta a Zsidó Autonóm Területet az orosz Távol-Keleten. Ez a régió soha nem lett többségi zsidó lakosságú. A Zsidó Autonóm Terület Oroszország egyetlen autonóm területe (oblaszty) és Izraelen kívül a világ egyetlen hivatalos státusszal rendelkező zsidó területe. A szombat megtartását 1929-ben betiltották:567 ami előrevetítette a Kommunista Párt jiddis nyelvű tagozatának, a Jevszekcijának 1930-as feloszlatását és az elkövetkező súlyosabb elnyomást. Számos zsidó esett áldozatul Sztálin tisztogatásainak, mint „ellenforradalmárok” és „reakciós nacionalisták”, bár az 1930-as években a zsidók alulreprezentáltak voltak a gulag rabjainak körében. :567 A zsidók aránya a szovjet vezető elitben csökkent az 1930-as években, de még mindig több mint kétszerese volt az általános szovjet lakosságon belüli arányuknak. Benjamin Pinkus izraeli történész szerint „azt mondhatjuk, hogy a Szovjetunió zsidói átvették azt a kiváltságos pozíciót, amelyet korábban a cári Oroszországban a németek töltöttek be”.:83
Az 1930-as években sok töltött be zsidó magas rangot a Vörös Hadsereg hadvezetőségében: Iona Emmanuilovics Jakir, Jan Gamarnyik, Jakov Szmuskevics (a szovjet légierő parancsnoka) és Grigorij Stern (a Japán elleni háború főparancsnoka és a téli háború frontparancsnoka).:84 A második világháború alatt a Vörös Hadseregben becslések szerint 500 000 zsidó katona harcolt; mintegy 200 000-en vesztették életüket harc közben. Körülbelül 160 000-en kaptak kitüntetést, és több mint százan érték el a Vörös Hadsereg tábornoki rangját. Több mint 150-en kapták meg a Szovjetunió Hőse címet, ami az ország legnagyobb kitüntetése volt. A holokauszt során feltehetőleg több mint kétmillió szovjet zsidó halt meg a háborúban és a nácik által megszállt területeken. Az 1980-as évek végén és az 1990-es évek elején sok szovjet zsidó élt a liberalizált kivándorlási politika adta lehetőséggel, a lakosság több mint fele távozott, a legtöbben Izraelbe és Nyugatra: Németországba, az Egyesült Államokba, Kanadába és Ausztráliába. Ebben az időszakban az Oroszországból Izraelbe való bevándorlás aránya nagyobb volt, mint bármely más országból Izraelbe történő vándorlás. Oroszország zsidó lakossága még mindig a harmadik legnagyobb Európában, Franciaország és az Egyesült Királyság után. 2012 novemberében Moszkvában megnyílt a Zsidó Múzeum és Tolerancia Központ, amely a világ egyik legnagyobb zsidó történeti múzeuma.

## Korai történelem

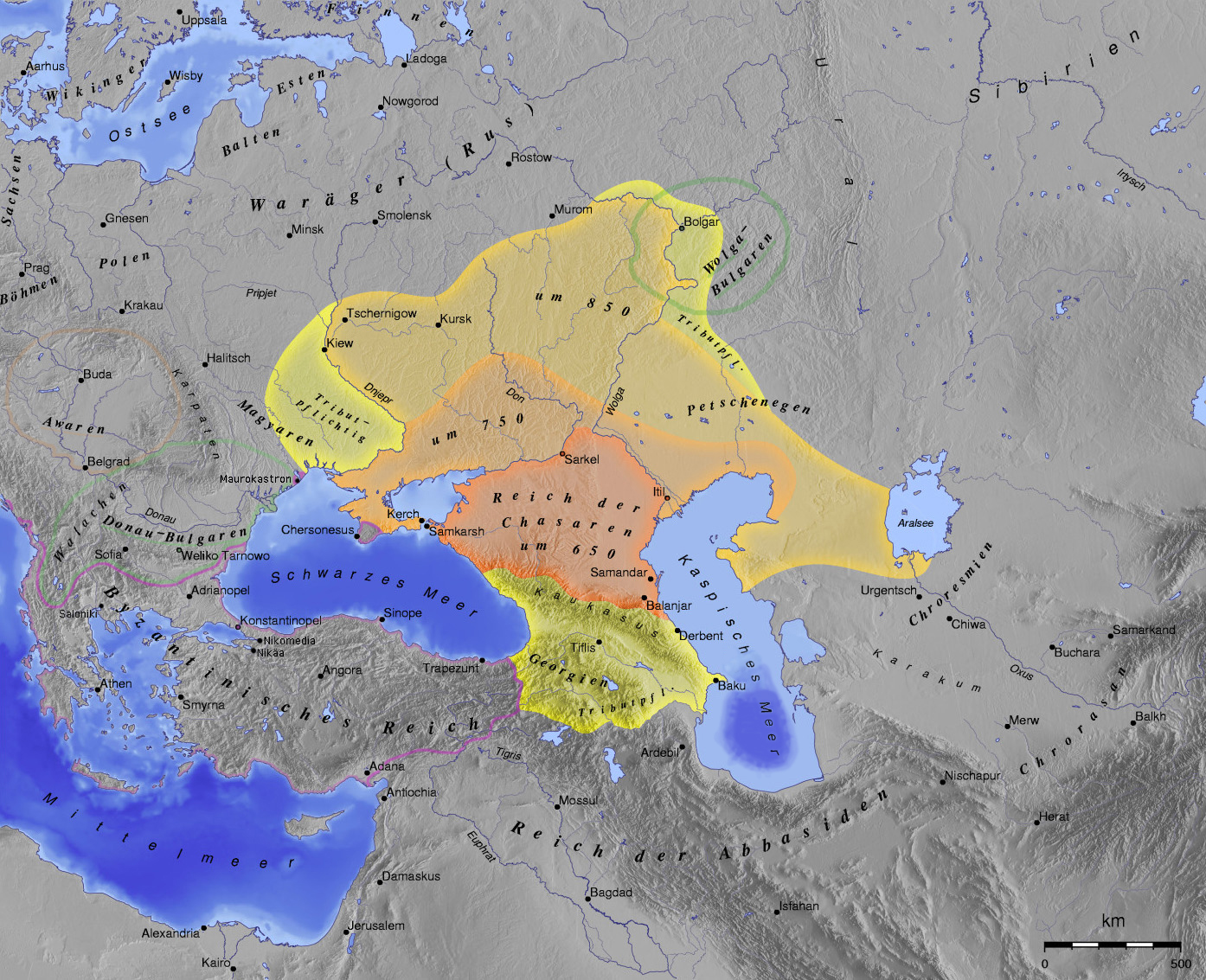
A Kazár Birodalom (650–850)

A zsidók már a babiloni fogság óta jelen vannak a mai Örményország és Grúzia területén. A 4. századból származó feljegyzések azt mutatják, hogy voltak olyan örmény városok, amelyek zsidó lakossága 10 000 és 30 000 között mozgott, valamint jelentős zsidó települések voltak a Krímben is. A zsidó nép jelenléte a mai Fehéroroszország, Ukrajna és Oroszország európai részének megfelelő területeken a Kr. u. 7–14. századra vezethető vissza. A kaukázusi zsidó közösségek hatására Bulan, a türk kazárok kagán bekje és a kazár uralkodó osztályok (a mai Ukrajna, Oroszország és Kazahsztán déli területén)  valamikor a 8. század közepén-végén vagy a 9. század elején fogadhatták el és/vagy térhettek át a judaizmusra. Miután a Kazár Birodalmat I. Szvjatoszláv kijevi fejedelem meghódította (969), a kazár zsidó lakosság részben asszimilálódhatott vagy elvándorolhatott.

## Kijevi Nagyfejedelemség
A 11. és 12. században a zsidó lakosság egy külön negyedre korlátozódhatott Kijevben, amely zsidó város néven ismert  Жидове, Zsidove, azaz „A zsidók”, s amelynek kapui valószínűleg Zsidó kapu néven ismertek  Жидовские ворота, Zsidovszkije vorota . A kijevi közösség a 10 és 11. században Bizánc, Babilónia és Palesztina felé orientálódott, de úgy tűnik, hogy a 12. századtól kezdve egyre inkább nyitott az askenázik felé. A kijevi zsidó szellemi tevékenységnek azonban kevés terméke maradt fenn. Más közösségek, illetve személyek csoportjai ismertek Csernyihivból és talán, Volodimir-Volinszkijból. Ebben az időben valószínűleg Északkelet-Oroszországban, I. András vlagyimiri nagyfejedelem (1169–1174) birtokain is voltak zsidók, bár bizonytalan, hogy mennyire éltek ott állandó jelleggel.
Bár Északkelet-Oroszországban alacsony volt a zsidó lakosság száma, nyugatabbra gyorsan nőtt a zsidó népesség. A középkor utolsó évszázadaiban a zsidóellenes pogromok és a nyugat-európai országokból való kiutasítások hullámai miatt az ottani zsidó népesség jelentős része Közép- és Kelet-Európa toleránsabb országaiba, valamint a Közel-Keletre költözött.
Az Angliából, Franciaországból, Spanyolországból és a legtöbb nyugat-európai országból különböző időszakokban tömegesen elűzött, Németországban pedig a 14. században üldözött nyugat-európai zsidók közül sokan vándoroltak Lengyelországba  III. Kázmér lengyel király meghívására, hogy 1330 és 1370 között harmadik rendként telepedjenek le. A lengyel fennhatóság alatt álló kelet-európai területeken korlátozott kereskedelmi és közvetítői tevékenységet folytathattak.
Miután letelepedtek Lengyelországban (a későbbi Lengyel–Litván Unió) és Magyarországon (a későbbi Osztrák–Magyar Monarchia), a lakosság kiterjedt Ukrajna és Litvánia gyéren lakott területeire, amelyek a terjeszkedő Orosz Birodalom részévé váltak. 1495-ben Sándor lengyel király kiűzte a zsidó lakosokat a Litván Nagyfejedelemségből, de 1503-ban visszavonta döntését.
A szinte kizárólag zsidók által lakott stetlekben, illetve a közepes méretű városokban, ahol a zsidók a lakosság jelentős részét alkották, a zsidó közösségek hagyományosan a háláchá szerint szabályozták az életüket, és a helyi uralkodók által biztosított privilégiumok korlátozták őket. Ezek a zsidók nem asszimilálódtak a nagyobb kelet-európai társadalmakba, és etnikai csoportként azonosították maguk, sajátos vallási hiedelmekkel és gyakorlattal, valamint etnikailag egyedülálló gazdasági szereppel.

## A cári Oroszország

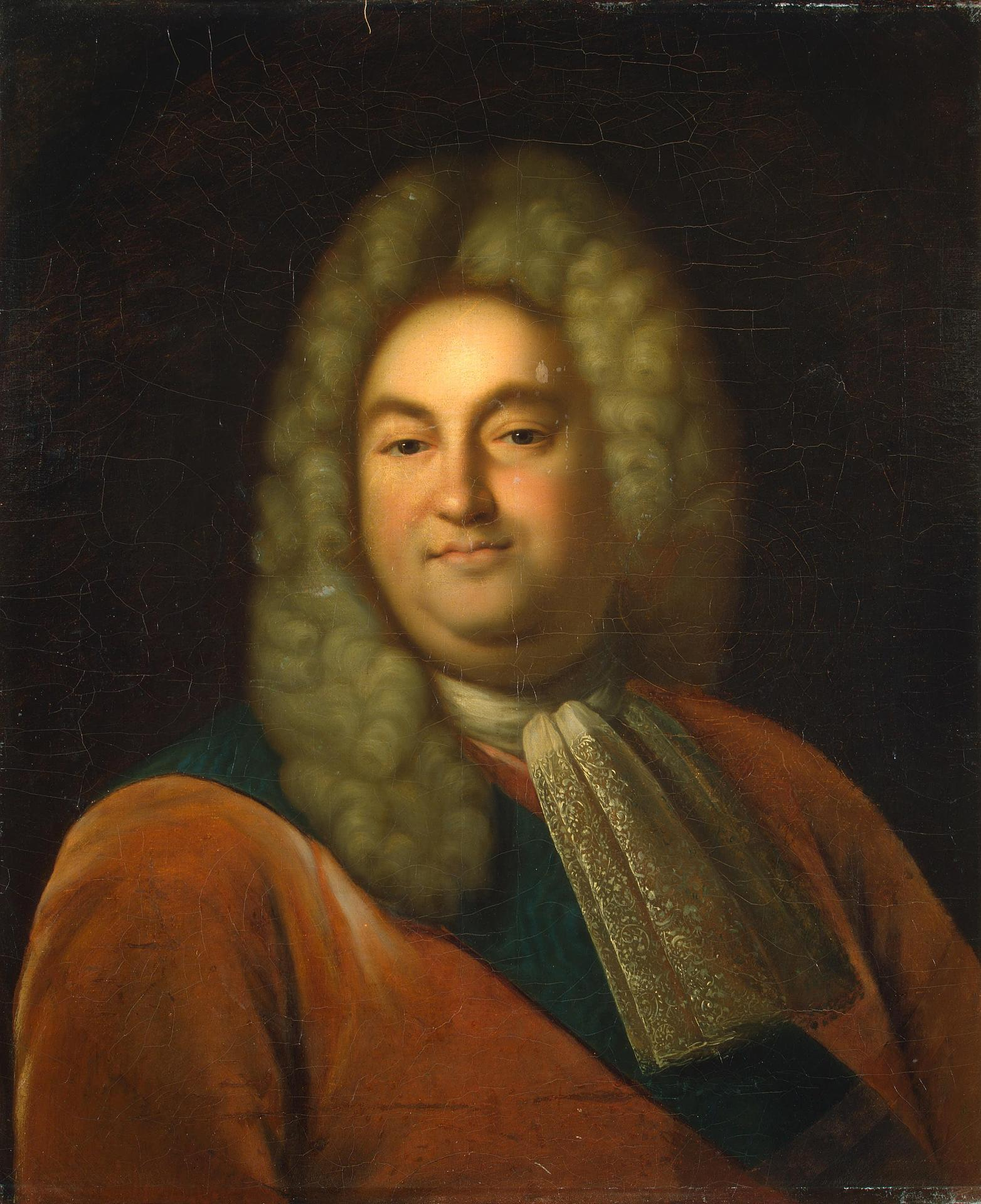
Pjotr Safirov, Oroszország alkancellárja, I. Péter uralkodása alatt

A zsidók Moszkvai Nagyfejedelemségben való jelenlétére vonatkozó okirati bizonyítékok először az 1471-es krónikákban találhatóak. A viszonylag kis létszámú népességükre diszkriminatív törvények vonatkoztak, de úgy tűnik, hogy ezeket a törvényeket nem mindig tartották be. Az orosz és ukrán városokban élő zsidók számos vallási üldöztetést szenvedtek el. A megtért zsidók időnként fontos pozíciókba kerültek az orosz államban, például Pjotr Safirov, I Péter orosz cár alkancellárja. Safirov, mint a legtöbb orosz zsidó a Lengyel–Litván Unió 1795-ös bukása után, lengyel származású zsidó családból származott. Rendkívüli idegennyelv-tudással rendelkezett, és az orosz külügyminisztérium főfordítójaként dolgozott, majd Péter cárt kísérte el nemzetközi útjain. Ezt követően számos diplomáciai tehetsége és készsége miatt alkancellári rangra emelték, de később börtönbe zárták, halálra ítélték, és végül száműzték.

## Orosz Birodalom

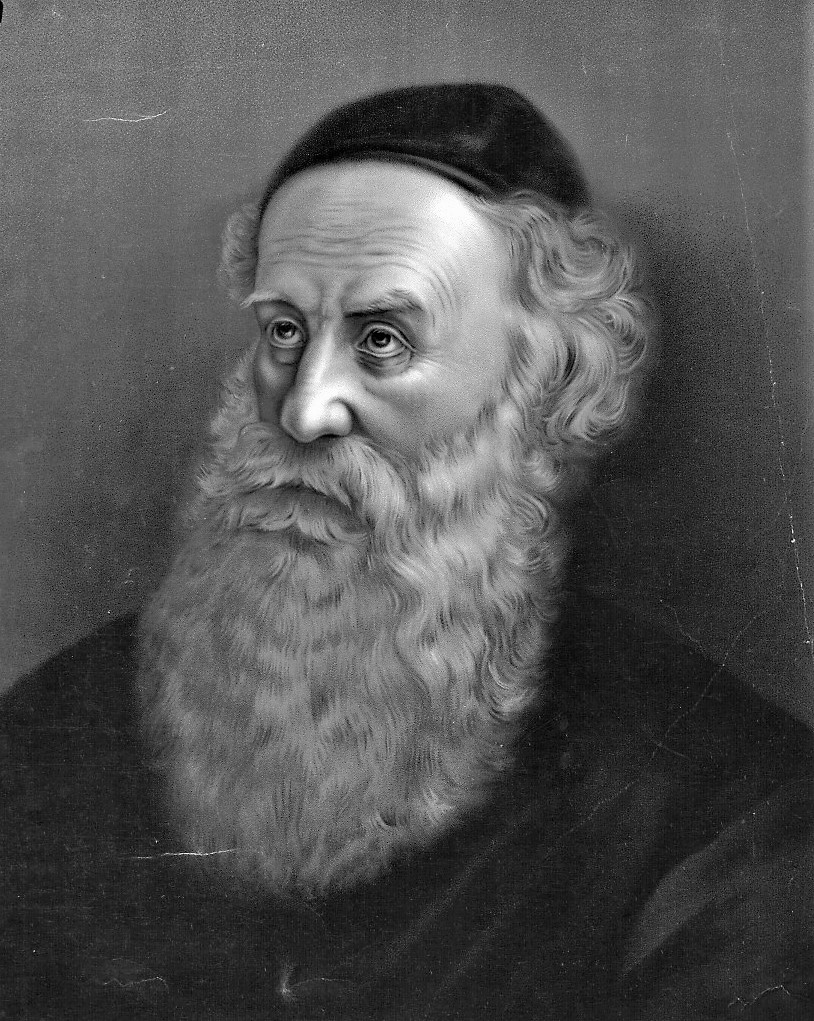
liadi Snéor Zálmán, a Chábád Lubavics mozgalom alapítója, 1775

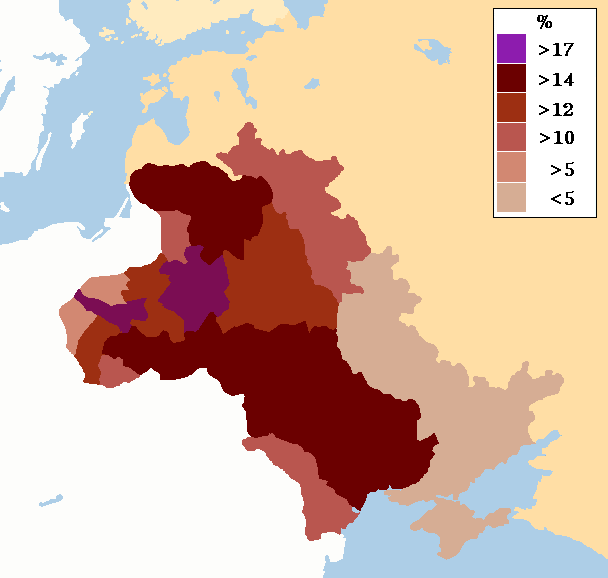
A Tartózkodási övezet térképe, amely a zsidó lakosság százalékos arányát mutatja

Helyzetük gyökeresen megváltozott, II. Katalin orosz cárnő uralkodása idején, amikor az Orosz Birodalom kiterjedt litván és lengyel területek felett szerzett uralmat, amelyeken történelmileg nagy arányban éltek zsidók, különösen Lengyelország második (1793) és harmadik (1795) felosztása alatt. A Nemzetközösség jogrendszere szerint a zsidók „fogyatékosságként” emlegetett gazdasági korlátozásoknak voltak kitéve, amelyek az orosz megszállás után is folytatódtak. Nagy Katalin létrehozta a Tartózkodási övezetet, amely magába foglalta a Kongresszusi Lengyelországot, Litvániát, Ukrajnát és a Krímet (ez utóbbit később kizárták). A zsidó emberek csak a Tartózkodási övezeten belül élhettek, és külön engedélyt kellett kérniük ahhoz, hogy Oroszország más részeibe vándorolhassanak. Az övezeten belül a zsidó lakosok szavazati jogot kaptak az önkormányzati választásokon, de szavazati jogukat az összes választópolgár egyharmadára korlátozták, noha arányuk sok területen jóval magasabb volt, sőt, még több is volt, mint másoké. Ez a demokrácia látszatát szolgálta, miközben helyi szinten intézményesítette az etnikai csoportok közötti konfliktust.
Az oroszországi zsidó közösségek belső irányítását helyi közigazgatási szervek, az úgynevezett Vének Tanácsai (Káhál, Kehila) irányították, amelyeket minden olyan városban vagy faluban létrehoztak, ahol zsidó lakosság élt. A Vének Tanácsainak hatáskörébe tartoztak a zsidók belső peres ügyei, valamint az adóbeszedéssel és -fizetéssel kapcsolatos adóügyek (közteher, földadó stb.). Később az adóbeszedési joggal sokan visszaéltek; 1844-ben megszüntették a Vének Tanácsának a zsidó lakosság feletti polgári joghatóságát.
I. Sándor és I. Miklós alatt rendeleteket hoztak, amelyek többek között előírták, hogy a zsidó közösségeknek egy oroszul beszélő tagjukat meg kell nevezniük, aki közvetítőként jár el a közösség és a cári kormányzat között bizonyos polgári kötelezettségek – például születések, házasságok és válások anyakönyvezése – teljesítése érdekében. Ezt a tisztséget koronarabbinak nevezték el, bár nem mindig voltak rabbik, és gyakran saját közösségük tagjai sem tisztelték őket, mivel a fő szakmai képesítésük az orosz nyelv folyékony beszélése volt, és gyakran nem rendelkeztek a zsidó jogban való képzettséggel vagy ismeretekkel. A 19. század elejét a zsidók intenzív költözése jellemezte Novorosszijába, ahol gyorsan jöttek létre városok, falvak és mezőgazdasági telepek.

### A zsidó kantonisták erőszakos besorozása és feszültségek a zsidó közösségen belül

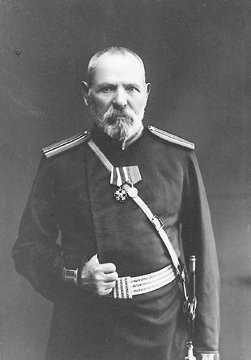
Gercsel Jankelevics Cam kantonista. 1827 után a zsidó fiúkat tizenkét évesen erőszakkal besorozták katonai szolgálatra, és kantoni iskolákba helyezték őket.

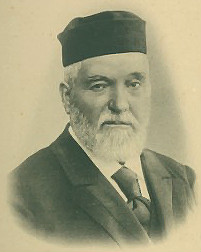
Vulf Jankelevics Viszockij 1849-ben alapította gyárát, amely az Orosz Birodalom és a világ legnagyobb teagyártójává vált. Az 1880-as évek pogromjaira reagálva finanszírozta a Hovevei Cion mozgalmat, hogy ösztönözze az oszmán Palesztinába történő bevándorlást. Magát a családi teatársaságot 1917 után a bolsevikok lefoglalták és elkobozták

Az „1827. augusztus 26-i rendelet” a zsidókat katonai szolgálatra kötelezte, és tizenkét és huszonöt éves koruk között engedélyezte a behívásukat. A zsidó közösségnek minden évben négy újoncot kellett adnia ezer lakosonként. A gyakorlatban azonban a zsidó gyerekeket gyakran már nyolc-kilenc éves korukban is besorozták. Tizenkét éves korukban hatéves katonai képzésükre kantonista iskolákba kerültek. Ezután tanulmányaik befejezése után 25 évig a cári orosz hadseregben kellett szolgálniuk, gyakran soha többé nem látták családjukat. Minden közösségre szigorú kvótákat szabtak ki, és a káhálok kapták azt a kellemetlen feladatot, hogy a zsidó közösségeken belül végrehajtsák a sorozást. Mivel a kereskedő céh tagjai, a mezőgazdasági telepesek, a gyári szerelők, a papság (rabbik) és minden középfokú végzettséggel rendelkező zsidó mentesült, illetve a tehetősek megvesztegetéssel elérték, hogy gyermekeiket ne sorozzák be, kevés potenciális sorköteles személy állt rendelkezésre; az elfogadott politika mélyen kiélezte a belső zsidó társadalmi feszültségeket. A zsidó társadalom társadalmi-gazdasági és vallási integritásának védelme érdekében a káhálok mindent megtettek, hogy a „nem hasznos zsidók” kerüljenek a sorozási listákra, így az adófizető középosztálybeli családfők túlnyomórészt mentesültek a sorozás alól, míg az egyedülálló zsidókat, valamint az „eretnekeket” (a hászkálá befolyása alatt álló egyéneket), a koldusokat, a kitaszítottakat és az árva gyermekeket besorozták. Hatalmukat arra használták, hogy elnyomják a tiltakozásokat és megfélemlítsék a potenciális informátorokat, akik a káhál önkényét akarták leleplezni az orosz kormány előtt. Egyes esetekben a helyi vének meggyilkoltatták a legveszélyesebb besúgókat (például Usicai ügy, 1836).
Az övezeti szabályt a krími háború idején felfüggesztették, amikor a hadkötelezettség éves lett. Ebben az időszakban a káhál vezetői besúgókat és emberrablókat alkalmaztak (oroszul: ловчики, lovcsiki, jiddisül: kapper), mivel sok potenciális sorkatona inkább elmenekült, minthogy önként jelentkezzen. A be nem töltött kvóták esetében gyakran vittek el fiatalabb, nyolcéves vagy még fiatalabb zsidó fiúkat. A hivatalos orosz politika része volt, hogy a zsidó kantonisták áttérését az államvallásra, az ortodox kereszténységre ösztönözzék, és a zsidó fiúkat keresztelésre kényszerítették. Mivel kóser ételek nem voltak elérhetőek, kénytelenek voltak felhagyni a zsidó étkezési törvényekkel. A lengyel katolikus fiúkra hasonló nyomás nehezedett, hogy térjenek át és asszimilálódjanak, mivel az Orosz Birodalom ellenségesen viszonyult a katolicizmushoz és a lengyel nacionalizmushoz.

### Háskálá az Orosz Birodalomban
A zsidók kulturális és szokásbeli elszigeteltsége fokozatosan kezdett felbomlani. Egyre több zsidó vette át az orosz nyelvet és szokásokat. Az orosz oktatás elterjedt a zsidó lakosság körében. Számos zsidó-orosz folyóirat jelent meg.
II. Sándor a „felszabadító” néven vált ismertté, mivel 1861-ben eltörölte a jobbágyságot Oroszországban. Uralkodása alatt a zsidók nem alkalmazhattak keresztény szolgákat, nem birtokolhattak földet, és az utazásuk is korlátozva volt.
III. Sándor meggyőződéses reakciós és antiszemita volt (Konsztantyin Pobedonoszcev hatására), aki szigorúan ragaszkodott az ortodoxia, az autokrácia és a népiesség égi doktrínájához. Zsidóellenes politikájának eszkalálódása a „népi antiszemitizmus” fellángolásához vezetett, amely a zsidókat „Krisztus-gyilkosként” és a szláv, keresztény áldozatok elnyomóiként ábrázolta.

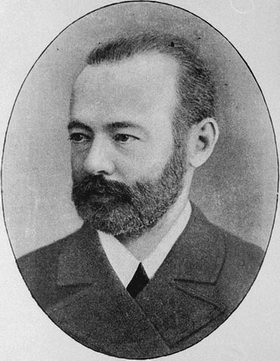
Szamuil Poljakov, akit Szergej Vitte „a vasúti ászok legdicsőbbjének” nevezett. Az 1880-as években társalapítója volt a World ORT-nak, az Orosz Birodalom legnagyobb zsidó oktatási szervezetének, amely a háskálá értékei által befolyásolt szakképzési programot valósított meg

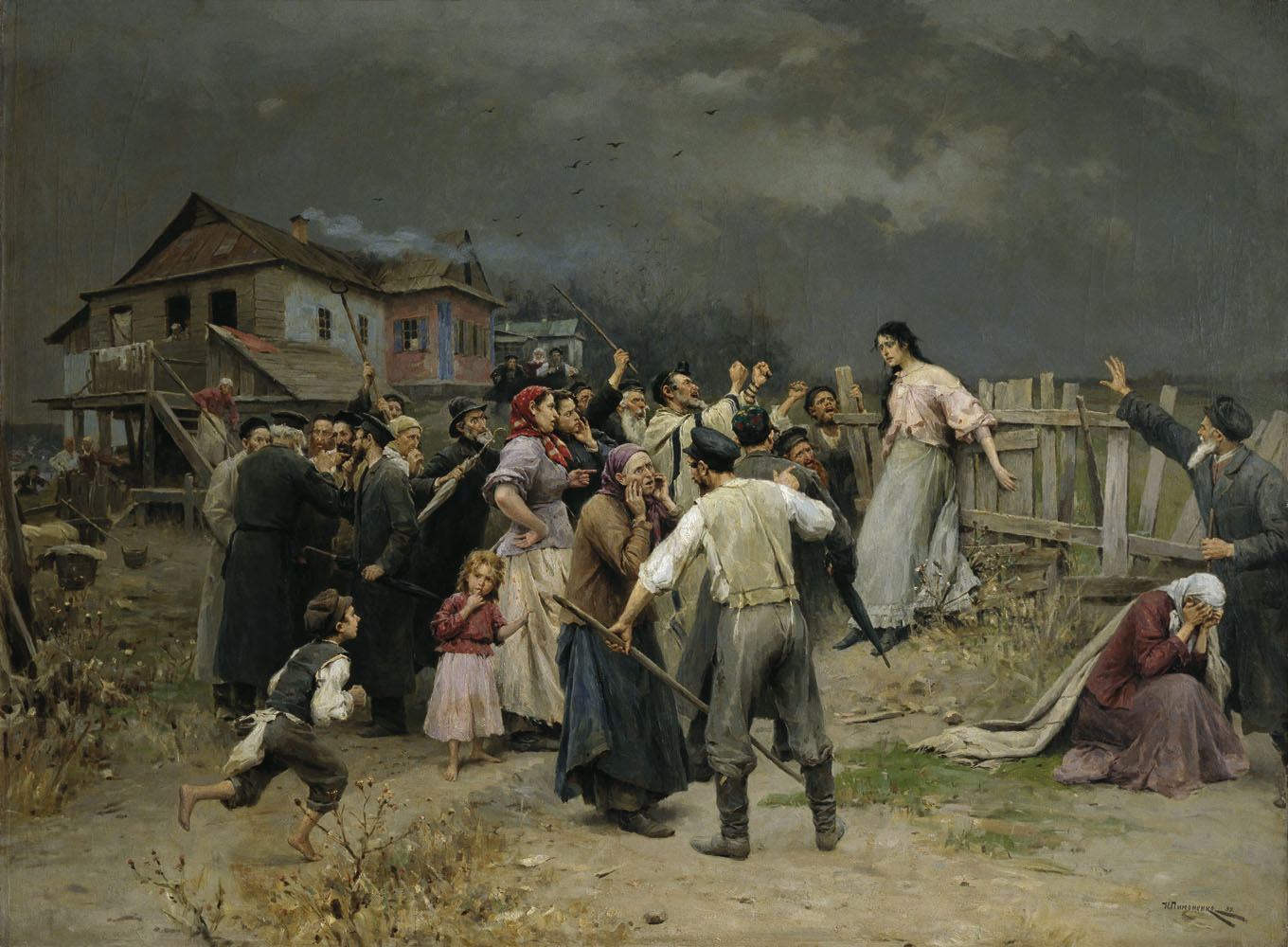
A fanatizmus áldozata. Nyikolaj Pimonyenko festménye, 1899. A festmény nem pogromot ábrázol, hanem tulajdonképpen egy ukrajnai eseményt dokumentál, amelyről a művész olvasott: egy zsidó nőt megtámadnak közösségének tagjai, mert beleszeretett egy keresztény férfiba. A helység lakói botokat és tárgyakat emelnek a magasba, a nő szülei pedig jobbra láthatóak – az anya sír, az apa felemelt jobbjával tagadja ki a lányát

1881-ben nagyszabású zsidóellenes pogromhullám söpört végig Ukrajnán, miután a zsidókat tették bűnbakká II. Sándor meggyilkolásáért. Az év során 166 ukrán városban voltak pogromok, több ezer zsidó otthon pusztult el, sok család a mélyszegénységbe süllyedt; sok férfi, nő és gyermek sebesült meg, és néhányukat megölték. A zavargások ismét felhívták a kormány figyelmét a zsidókérdésre. A Belügyminisztériumban konferenciát hívtak össze, és 1882. május 15-én bevezették az úgynevezett Ideiglenes Rendeleteket, amelyek több mint harminc évig maradtak érvényben és májusi jogszabályok néven váltak ismertté.

A zsidó nyelvek (főleg a jiddis) megoszlása az Orosz Birodalomban, 1897

Az elnyomó jogszabályokat többször is felülvizsgálták. Számos történész megjegyezte, hogy ezek az állam erőltetett antiszemita rendelkezések egybeesnek az 1884-ig tartó pogromhullámokkal, amelyekről a kormány legalább hallgatólagosan tudott, és egyes esetekben rendőröket is láttak, akik felbujtották a csőcseléket, vagy csatlakoztak hozzájuk. A szisztematikusan gyakorolt diszkriminatív politika az övezeten belül is kitiltotta a zsidó embereket a tízezernél kisebb lakosú vidéki területekről és városokból, biztosítva ezzel sok stetl lassú halálát. 1887-ben a közép- és felsőoktatásba felvehető zsidók számára megállapított kvótákat az övezeten belül 10%-ra, az övezeten kívül 5%-ra szigorították, kivéve Moszkvát és Szentpétervárt, ahol 3%-on tartották a zsidók számát, annak ellenére, hogy a zsidó lakosság sok településen többségben volt. A magánoktatás és a „külső hallgatói” vizsga kombinálásával meg lehetett kerülni a középfokú oktatás ezen korlátozásait. Ennek megfelelően a övezeten belül az ilyen külsős tanulók szinte kizárólag fiatal zsidók voltak. A zsidó közösségekben hagyományosan nagyra értékelt oktatásra vonatkozó korlátozások a társaik közüli kiemelkedésre való törekvést és a kivándorlás arányának növekedését eredményezték. Különleges kvóták szabályozták a zsidókat abban, hogy ügyvédi pályára lépjenek, illetve korlátozták az ügyvédi kamarába felvehető zsidók számát is.
1886-ban Kijev történelmi zsidó lakossága ellen kiutasítási rendeletet hoztak. A legtöbb zsidót 1891-ben elűzték Moszkvából (kivéve néhányukat, akiket hasznosnak ítéltek), és a cár testvére által vezetett városi hatóságok bezárták az újonnan épített zsinagógát. III. Sándor cár nem volt hajlandó visszaszorítani az elnyomó gyakorlatot, és állítólag megjegyezte: „De soha nem szabad elfelejtenünk, hogy a zsidók feszítették keresztre Urunkat, és ontották drága vérét.”
1892-ben az új intézkedések megtiltották a zsidók részvételét a helyi választásokon, annak ellenére, hogy az övezet számos városában nagy számban voltak jelen. A Városi rendeletek megtiltották a zsidóknak, hogy városi dumát válasszanak vagy megválasszák őket. Csak kis számú zsidó lehetett tagja a városi dumának, speciális bizottságok általi kinevezéssel.

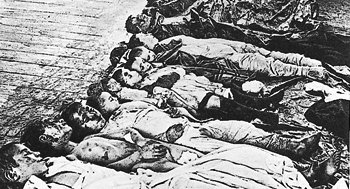
Egy 1905-ös pogrom áldozatai Jekatyerinoszlavban, a mai Ukrajnában

Nagyobb pogromhullám tört ki 1903–06-ban, becslések szerint 1000 zsidó meghalt és 7–8000 megsebesült.

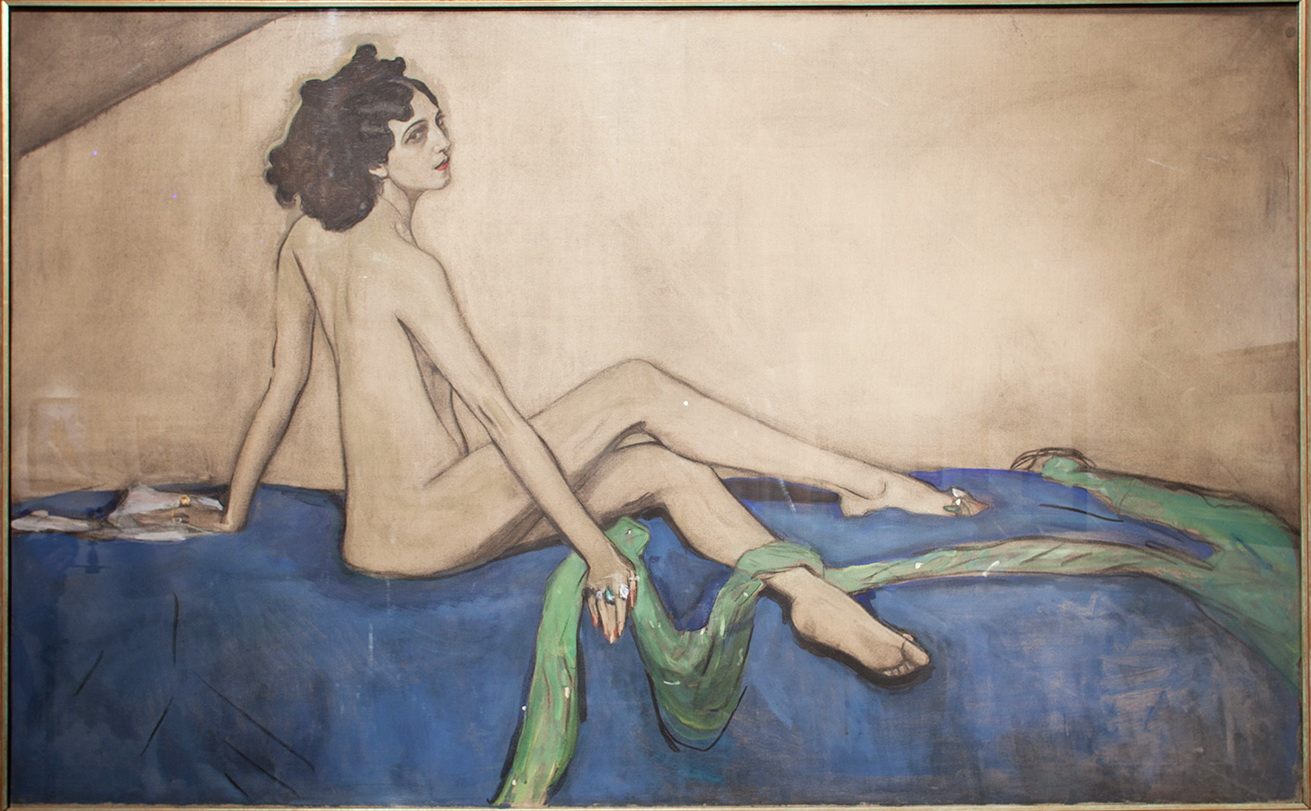
Ida Rubinstein színésznő és táncos, a századforduló jelentős alakja

A 19. század végén és a 20. század elején az Orosz Birodalomban nemcsak a világ legnagyobb zsidó lakossága élt, hanem a világ zsidóságának többsége is. Az 1897-es orosz népszámlálás szerint Oroszország összes zsidó lakosságának száma 5 189 401 fő volt mindkét nemet figyelembe véve (a teljes népesség 4,13%-a). Ennek 93,9%-a a Tartózkodási övezet 25 tartományában élt. A Tartózkodási övezet teljes lakossága 42 338 367 fő volt, akik közül 4 805 354 (11,5%) zsidó volt.
Körülbelül 450 000 zsidó katona szolgált az orosz hadseregben az első világháborúban ahol szláv társaik oldalán harcoltak. Amikor Lengyelországból és Litvániából százezrek menekültek el – köztük számtalan zsidó is – az ellenséges invázió elől, a Tartózkodási övezet de facto megszűnt. A zsidókra vonatkozó oktatási korlátozások többségét gróf Pavel Nyikolajevics Ignatyjev népművelési miniszterré történő kinevezésével szüntették meg.

### Tömeges kivándorlás

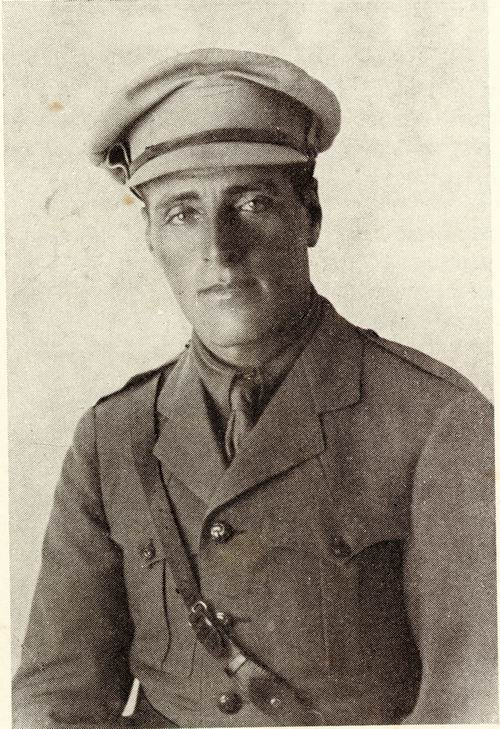
Joszéf Trumpeldor, az orosz birodalmi hadsereg legtöbb kitüntetést szerző zsidó katonája az orosz–japán háborúban tanúsított bátorságáért

Annak ellenére, hogy elsősorban az üldözések adtak lendületet a tömeges kivándorlásnak, más tényezők is magyarázhatják a zsidók migrációját. Az Oroszországból való nagyarányú kivándorlás első évei után az Egyesült Államokban a kivándorlók pozitív visszajelzései további kivándorlásra ösztönöztek. 1880 és 1920 között több mint kétmillió zsidó menekült el Oroszországból. Míg a nagy többség az Egyesült Államokba emigrált, egyesek a cionizmus felé fordultak. 1882-ben a Bilu és a Hovevei Cion tagjai végrehajtották az úgynevezett első aliját az akkori Oszmán Birodalom részét képező Palesztinába.
A cári kormány elvétve ösztönözte a zsidó kivándorlást. 1890-ben jóváhagyta a Szíriában és Palesztinában élő zsidó gazdák és iparosok támogatására létrehozott társaságot (az úgynevezett „Odesszai Bizottságot”, Lev Pinszker vezetésével), amely a palesztinai zsidó mezőgazdasági telepek létrehozásának gyakorlati szempontjaival foglalkozott.
| Célállomás                | Szám      |
| ------------------------- | --------- |
| Ausztrália                | 5000      |
| Kanada                    | 70 000    |
| Európa                    | 240 000   |
| Palesztina (ma Izrael)    | 45 000    |
| Dél-Afrika                | 45 000    |
| Dél-Amerika               | 111 000   |
| Amerikai Egyesült Államok | 1 749 000 |

### A Duma zsidó tagjai

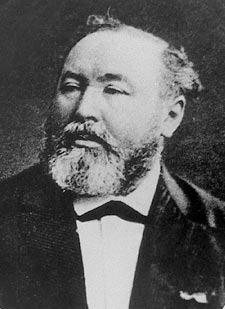
Jevzel Gincburg, az Oroszországi Zsidók Kultúráját Támogató Társaság alapítója és Goracij Gincburg apja

Összességében legalább tizenkét zsidó képviselő volt az első Dumában (1906–1907), a második Dumában (1907 februárjától 1907 júniusáig) háromra vagy négyre, a harmadik Dumában (1907–1912) kettőre és az 1912-ben megválasztott negyedikben ismét háromra. Az olyan keresztény hitre térteket, mint Mihail Gercenstejn és Oszip Pergamen, a közvélemény (és az antiszemiták) továbbra is zsidóknak tekintették, és legtöbbször feltüntetik ezekben a számokban.
Az 1906-os választásokon a Zsidó Bund választási megállapodást kötött a Litván Munkások Pártjával (Trudovik), amelynek eredményeként a litván kormányzóságokban két (nem bundista) jelöltet választottak a Dumába: dr. Semarjahu Levin Vilnai kormányzóságban és Leontyij Bramszon Kovnói kormányzóságban .
A többi zsidó képviselő között volt Makszim Vinaver, a Liga az Oroszországi Zsidó Népi Egyenlő Jogainak Elérésért párt elnöke (Folksgrupe) és az Alkotmányos Demokrata Párt (Kadets) társalapítója, Niszon Kacenelson (Kurland kormányzóság, cionista, Kadet) ), dr. Moiszej Osztrogorszkij (Grodno kormányzóság), Szemjon Jakovlevics Rozenbaum ügyvéd (Minszk kormányzóság, cionista, Kadet), Mihail Iszakovics Seftel (Jekatyerinoszlav kormányzóság, Kadet), dr. Grigorij Bruk, dr. Venyiamin Jakubszon, Zahar Frenkel, Szolomon Frenkel, Mejlah Cservonenkisz. Volt egy krími karaita helyettes is, Szolomon Krim.
A zsidó képviselők közül hárman, Bramszon, Cservonenkisz és Jakubszon a Munkáspárt frakciójához csatlakoztak; kilenc másik képviselő pedig a Kadet-frakcióhoz csatlakozott. Rufus Learsi szerint közülük öt cionista volt, köztük dr. Semarjahu Levin, dr. Viktor Jacobson és Szemjon Jakovlevics Rozenbaum.
Közülük kettőt, Grigorij Boriszovics Iolloszt (Poltavai kormányzóság) és Mihail Gercenstejnt (szül. 1859, megh. 1906, Terijoki), az Alkotmányos Demokrata Párt képviselőit a feketeszázak antiszemita terrorista csoport gyilkolt meg. "A Russzkoje Znamja nyíltan kijelentette, hogy „igazi oroszok” gyilkolták meg Gercenstejnt és Iolloszt a hivatalnokok tudtával, és sajnálatát fejezi ki, hogy csak két zsidó halt meg a forradalmárok elleni keresztes hadjáratban.
A második Dumában hét zsidó képviselő volt: Sahno Abramszon, Ioszif Gesszen, Vlagyimir Matvejevics Gesszen, Lazar Rabinovics, Jakov Sapiro (mindannyian Kadet) és Viktor Mandelberg (szibériai szociáldemokrata), valamint egy keresztény hitre tért képviselő, az ügyvéd Oszip Pergament (Odessza).
A harmadik Duma két zsidó tagja Leopold Nyikolajevics (vagy Lazar Nisszenovics) Nisszelovics (Kurlandi kormányzóság, Kadet) és Naftali Markovics Fridman (Kovnói kormányzóság, Kadet) bíró volt. Oszip Pergamentet újból megválasztották, de mandátuma lejárta előtt meghalt.
Fridman volt az egyetlen, akit 1912-ben újraválasztottak a negyedik Dumába, két új képviselő, Mejer Bomas és Ezekiel Gurevics mellett.

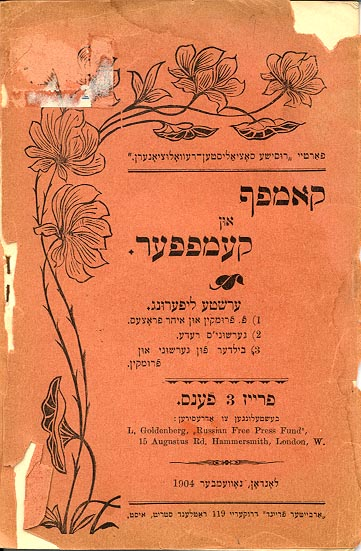
Kampf un kempfer - egy jiddis röpirat, amelyet a PSR száműzött ága adott ki Londonban, 1904-ben

Sok zsidó kiemelkedő szerepet játszott az orosz forradalmi pártokban. A cári rezsim megdöntésének gondolata a zsidó értelmiség sok tagja számára volt vonzó, mivel az Orosz Birodalomban a nem orosz népeket és nem ortodox keresztényeket elnyomták. Ugyanezen okból sok nem orosz nemzetiségű, nevezetesen lettek és lengyelek, aránytalanul nagy számban voltak jelen a pártok vezetésében.
1897-ben megalakult az Általános Zsidó Munkás Bund (a Bund). Sok zsidó csatlakozott a két fő forradalmi párt soraihoz: a Szocialista-Forradalmi Párt és az Oroszországi Szociáldemokrata Munkáspárt – mind a bolsevik, mind a mensevik frakcióhoz. A bolsevik párttagok jelentős része zsidó etnikumú volt, különösen a párt vezetőségében, és a rivális mensevikek között még magasabb volt a zsidó párttagok aránya. A mensevik frakció alapítói és vezetői, Julij Martov és Pavel Akszelrod egyaránt zsidók voltak.
Mivel a vezető bolsevikok közül néhányan zsidó etnikumúak voltak, és a bolsevizmus a nemzetközi proletárforradalom előmozdításának politikáját támogatta – leginkább Lev Trockij esetében –, a bolsevizmus sok ellensége, valamint a kortárs antiszemiták a kommunizmust a zsidókkal kötötték össze, és azzal vádolták őket, hogy a bolsevizmust a zsidó érdekek miatt követik, ami a zsidó bolsevizmus vagy a judeo-bolsevizmus kifejezésekben tükröződik. A bolsevikok eredeti ateista és internacionalista ideológiája (lásd: proletár internacionalizmus) összeegyeztethetetlen volt a zsidó tradicionalizmussal. Az olyan bolsevikok, mint Trockij az „internacionalizmus” helyett a zsidó örökséget elutasító érzéseket visszhangozták.
Nem sokkal a hatalom megragadása után a bolsevikok létrehozták a kommunista párt zsidó részlegét, a Jevszekciját annak érdekében, hogy megsemmisítsék a rivális Bundot és acionista pártokat, elnyomják a zsidóságot, és a hagyományos zsidó kultúrát „proletár kultúrával” helyettesítsék.

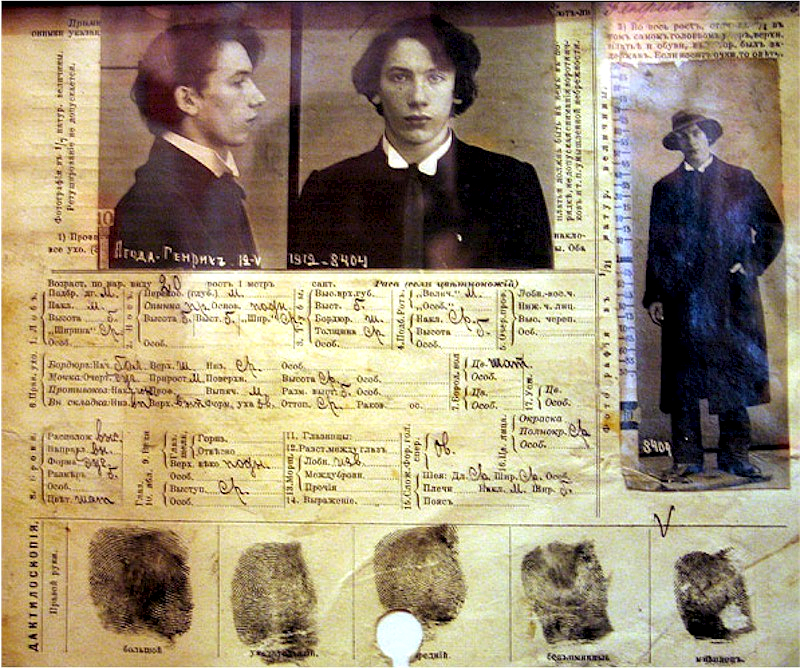
Genrih Grigorjevics Jagoda egy 1912-es rendőrségi információs lapon

1919 márciusában Vlagyimir Lenin gramofonlemezre rögzítette a „zsidóellenes pogromokról” szóló beszédét. Lenin az antiszemitizmus jelenségét marxista kifejezésekkel igyekezett megmagyarázni. Lenin szerint az antiszemitizmus „kísérlet volt arra, hogy a munkások és parasztok gyűlöletét a kizsákmányolókról a zsidókra tereljék”. Az antiszemitizmust az osztályharccal összekapcsolva úgy érvélt, hogy ez csupán egy politikai technika, amelyet a cár a vallási fanatizmus kiaknázására, a despotikus, népszerűtlen rezsim népszerűsítésére és a népharag bűnbakra terelésére használt. A Szovjetunió hivatalosan is fenntartotta ezt a marxista-leninista értelmezést Joszif Sztálin alatt, aki kifejtette Lenin antiszemitizmus-kritikáját. Ez azonban nem akadályozta meg a zsidó értelmiségiek széles körű elnyomását 1948 és 1953 között, amikor Sztálin a zsidókat egyre inkább a „kozmopolitizmussal” és az Amerika-pártisággal hozta összefüggésbe.
A zsidók kiemelkedő szerepet játszottak az Orosz Alkotmányos Demokrata Pártban, az Oroszországi Szociáldemokrata Pártban (mensevikek) és a Szocialista-Forradalmi Pártban. Az orosz anarchista mozgalomban is számos prominens zsidó forradalmár volt. Ukrajnában a mahnovista anarchista vezetők között is számos zsidó volt.
A szocialista Bund azon kísérlete, hogy a zsidó munkások egyedüli képviselője legyen Oroszországban, mindig is ellentétben állt Leninnek a minden nemzetiségű munkások egyetemes koalíciójára vonatkozó elképzelésével. Néhány más oroszországi szocialista párthoz hasonlóan a Bund kezdetben ellenezte a bolsevikok 1917-es hatalomátvételét és az Orosz Alkotmányozó Nemzetgyűlés feloszlatását. Ennek következtében a Bund a szovjet rendszer első hónapjaiban elnyomást szenvedett el. Az oroszországi polgárháború idején az antiszemitizmus arra késztette azonban a Bund sok tagját, ha nem a legtöbbjét, hogy csatlakozzon a bolsevikokhoz, és a legtöbb frakció végül összeolvadt a kommunista párttal. A mozgalom valóban háromfelé szakadt; a bundista identitás a háborúk közötti Lengyelországban maradt fenn, míg sok bundista a mensevikekhez csatlakozott.

### A zsidó ingatlanok és intézmények feloszlatása és lefoglalása

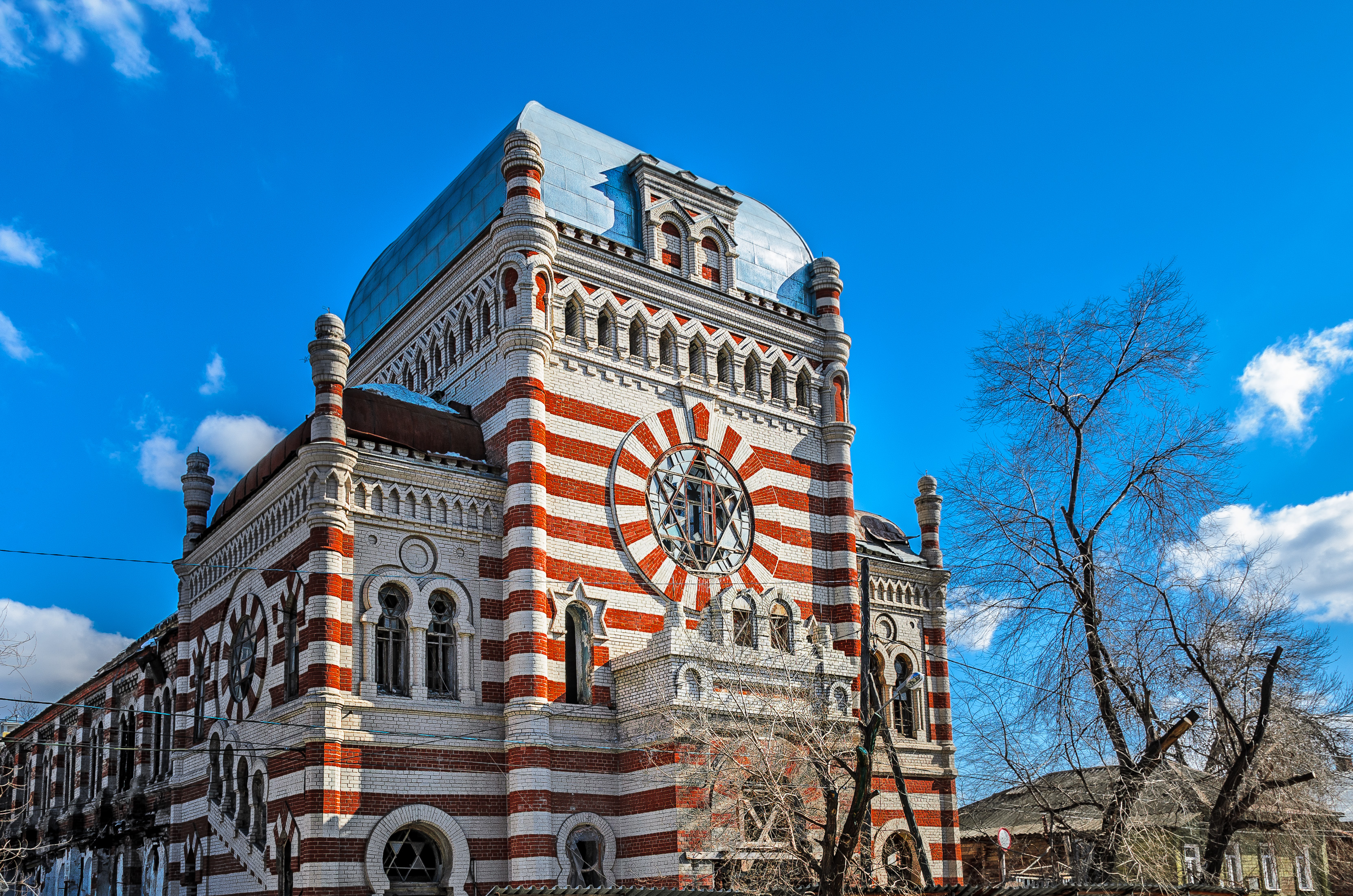
Szamarai Korál zsinagóga Szamarában. A szovjet kormány 1929-ben bezáratta

1919 augusztusában lefoglalták a zsidó ingatlanokat, köztük zsinagógákat, és sok zsidó közösséget feloszlattak. A zsidó lakosságra, csakúgy, mint a többi vallási csoportra, vallásellenes törvényeket vetettek ki. Sok rabbi és más vallási tisztségviselő kénytelen volt lemondani tisztségéről az erőszakos üldöztetés fenyegetése miatt. Ez a fajta üldözés az 1920-as években is folytatódott.
1921-ben a zsidók nagy része Lengyelországba költözött, mivel a rigai békeszerződés alapján jogosultak voltak arra, hogy az általuk preferált országban telepedjenek le. Több százezren csatlakoztak a már akkor is nagyszámú lengyelországi zsidó lakossághoz.
Az első világháború kaotikus évei, a februári és az októberi forradalom, valamint a polgárháború termékeny talajt jelentettek a cári Oroszországban elterjedt antiszemitizmusnak. A világháború alatt a zsidókat gyakran azzal vádolták, hogy szimpatizálnak Németországgal, és emiatt gyakran üldözték őket.
Az orosz polgárháború alatt gyakorlatilag minden egymással versengő frakció követett el pogromokat, a lengyel és ukrán nacionalistáktól a Vörös és Fehér Hadseregig. A dokumentált pogromok során 31 071 civil zsidót öltek meg az egykori Orosz Birodalom területén; a zsidó árvák száma meghaladta a 300 000-et. Az 1918 és 1920 közötti ukrajnai pogromok többségét az ukrán nacionalisták, a különféle bandák és a kommunistaellenes erők követték el.
| Elkövető                    | A pogromok vagy túlkapások száma | Meggyilkoltak száma |
| --------------------------- | -------------------------------- | ------------------- |
| Nyikifor Grigorjev csapatai | 52                               | 3 471               |
| Ukrán Direktórium           | 493                              | 16 706              |
| Fehér Hadsereg              | 213                              | 5 235               |
| Különböző csapatok          | 307                              | 4 615               |
| Vörös Hadsereg              | 106                              | 725                 |
| Mások                       | 33                               | 185                 |
| Lengyel hadsereg            | 32                               | 134                 |
| Összesen                    | 1 236                            | 31 071              |

## Szovjetunió

### A második világháború előtt

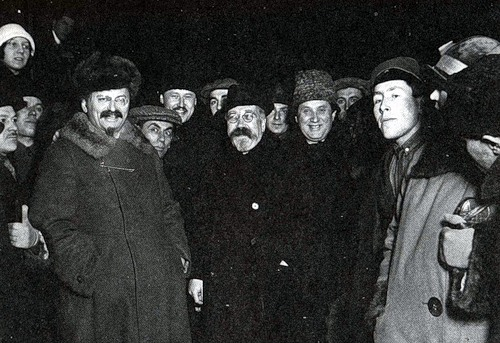
Lev Trockij, Lev Kamenyev és Grigorij Zinovjev bolsevik forradalmárok, akiket később Sztálin parancsára kivégeztek vagy meggyilkoltak

A bolsevikok forradalom előtti politikáját folytatva Lenin és a bolsevik párt határozottan elítélte a pogromokat, és 1918-ban a Népbiztosok Tanácsa hivatalosan is elítélte őket. A pogromokkal és az orosz antiszemitizmus megnyilvánulásaival szembeni ellenállást ebben a korszakban egyrészt a bolsevikok hivatalos, minden nemzeti és vallási kisebbséggel szembeni asszimilációs politikája, másrészt a zsidó ügyek túlhangsúlyozásával kapcsolatos aggodalmak nehezítették, mert féltek a népi antiszemitizmus erősödésétől, illetve a fehér erők nyíltan azonosították a bolsevik rendszert a zsidókkal.
Lenin nyolc beszédét rögzítették gramofonlemezekre 1919-ben. Ezek közül csak hetet vettek fel újra és hoztak forgalomba. A nyolcadikat, amelyben az antiszemitizmussal kapcsolatos érzéseiről beszélt, Nyikita Hruscsov idejében betiltották:
A cári rendőrség a földbirtokosokkal és a kapitalistákkal szövetségben pogromokat szervezett a zsidók ellen. A földbirtokosok és a kapitalisták megpróbálták a nélkülözés által megkínzott munkások és parasztok gyűlöletét a zsidók ellen terelni. ... Csak a legtudatlanabb és legelnyomottabb emberek képesek elhinni a zsidókról terjesztett hazugságokat és rágalmakat. ... Nem a zsidók a dolgozó nép ellenségei. A munkások ellenségei minden ország kapitalistái. A zsidók között is vannak dolgozó emberek, és ők alkotják a többséget. Ők a mi testvéreink, akiket hozzánk hasonlóan elnyom a tőke; ők a mi bajtársaink a szocializmusért folytatott harcban. A zsidók között is vannak kulákok, kizsákmányolók és kapitalisták, ahogyan az oroszok között is vannak, és minden nemzet népei között... A gazdag zsidók, akárcsak a gazdag oroszok, és a gazdagok minden országban szövetségben vannak, hogy elnyomják, szétzúzzák, kirabolják és szétzilálják a munkásokat... Szégyellje magát az átkozott cárizmus, amely kínozta és üldözte a zsidókat. Szégyelljék magukat azok, akik gyűlöletet szítanak a zsidók ellen, akik gyűlöletet szítanak más nemzetek ellen.

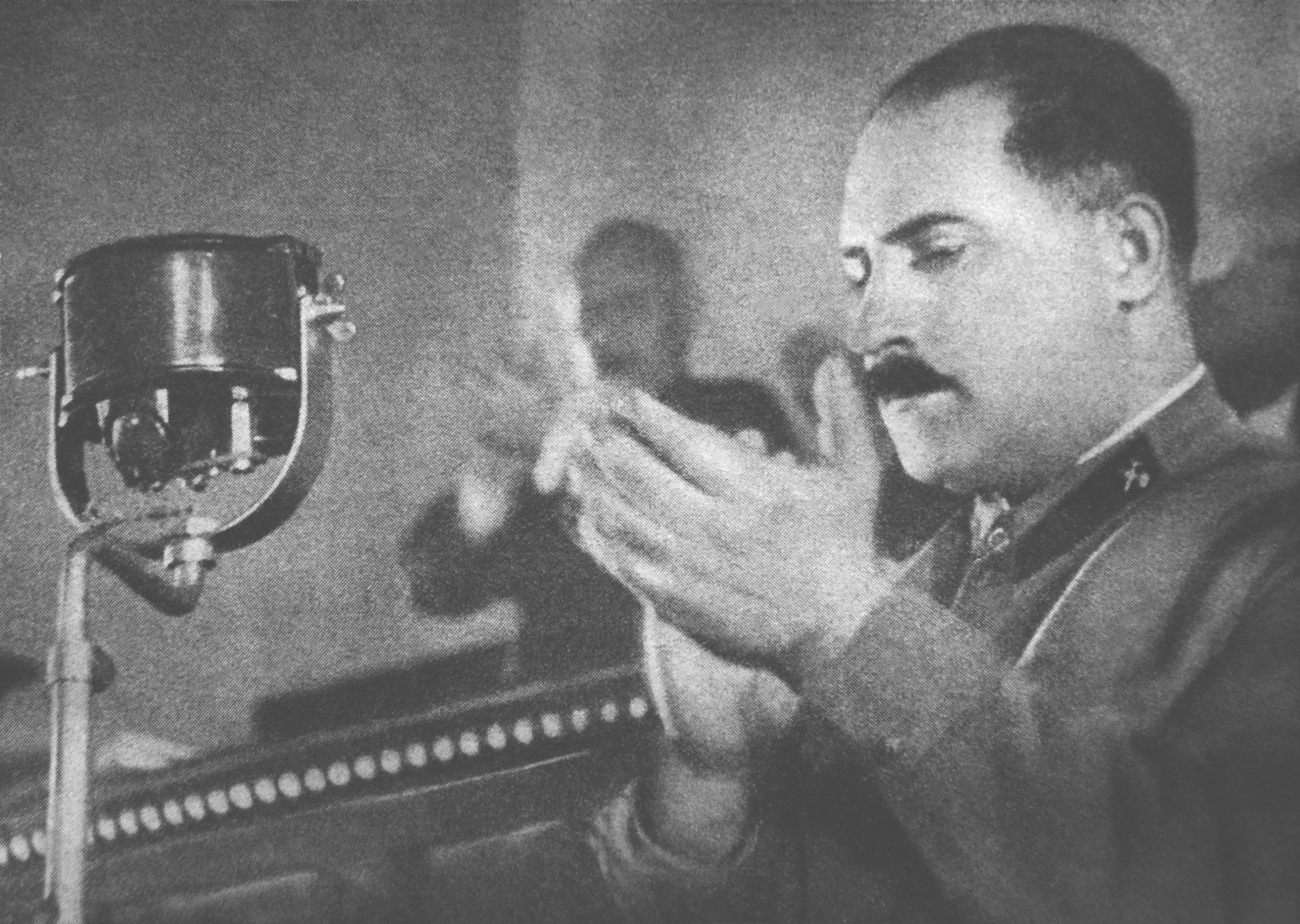
Lazar Kaganovics szovjet politikus 1936-ban

Lenint támogatta az akkoriban a marxista teoretikus, Bér Borohov vezetésével működő Munkás Cionista (Poale Cion) mozgalom, amely a zsidó munkásállam létrehozásáért küzdött Palesztinában, és szintén részt vett az októberi forradalomban (és az azt követő szovjet politikai életben, amíg Sztálin 1928-ban be nem tiltotta). Bár Lenin továbbra is ellenezte az antiszemitizmus (és a rasszizmus minden formáját), és lehetővé tette, hogy a zsidók is a párt és az állam legmagasabb tisztségeibe emelkedjenek, egyes történészek, mint például Dmitrij Volkogonov, azt állítják, hogy kormányának teljesítménye e tekintetben rendkívül egyenetlen volt. A korábbi hivatalos szovjet történész (aki meggyőződéses antikommunistává vált), azt állítja, hogy Lenin tudott a Vörös Hadsereg egységei által a Lengyelországgal vívott háború alatt végrehajtott pogromokról, különösen azokról, amelyeket Szemjon Bugyonnij csapatai hajtottak végre, bár az egész kérdést gyakorlatilag figyelmen kívül hagyták. Volkogonov azt írja, hogy „miközben Lenin általánosságban elítélte az antiszemitizmust, képtelen volt elemezni, nemhogy felszámolni annak elterjedtségét a szovjet társadalomban”. Hasonlóképpen, a szovjet rezsim minden vallással szembeni ellenségessége nem tett kivételt a zsidó vallással szemben, és az 1921-es vallásellenes kampány során számos zsinagógát foglaltak le (hogy ezt antiszemitizmusnak kell-e tekinteni, az definíció kérdése – mivel az ortodox egyházak ugyanilyen bánásmódban részesültek). Mindenesetre az 1920-as években még mindig meglehetősen nagy volt a tolerancia a zsidó vallásgyakorlással kapcsolatban: a belorusz fővárosban, Minszkben például az 1917-ben létező 657 zsinagóga közül 1930-ban még 547 működött.

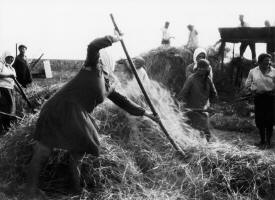
Cséplés a földeken egy zsidó kolhozban. Az orosz zsidók körében a mezőgazdasági munka előmozdítása érdekében az SZKP 1925. január 17-én hivatalosan létrehozott egy kormánybizottságot, a Komzetet és egy kiegészítő állami társaságot, az OZET-et. Az OZET élén a régi bolsevikok voltak: Jurij Larin, majd Szemjon Dimanstejn, igazgatóságában pedig olyan személyek voltak, mint Szolomon Mihoelsz és Vlagyimir Majakovszkij

Zvi Gitelman zsidó történész szerint: „Az orosz történelemben még soha – és később sem volt olyan kormány, amely ilyen erőfeszítéseket tett volna az antiszemitizmus felszámolására és kiirtására.”
A kényszerű kollektivizálás és az 1920-as évek végén bekövetkezett zűrzavaros iparosítás utáni állapottal szemben az 1921–1928-as új gazdaságpolitika (NEP) a szovjet zsidó kereskedők és iparosok számára is gazdasági lehetőségeket kínált. Mivel a legtöbb nem zsidó kapitalista elmenekült a polgárháború alatt, a zsidók aránytalanul nagy szerepet játszottak a magánszektort alkotó „Nepmenek” között az 1920-as években. Az 1930-as évektől kezdve azonban a szovjet törvények az iparosoknak alig, a kereskedőknek pedig egyáltalán nem biztosítottak gazdasági függetlenséget. Sok zsidó iparos és kereskedő számára a szovjet politika a tulajdonuk és a megélhetésük elvesztéséhez vezetett.

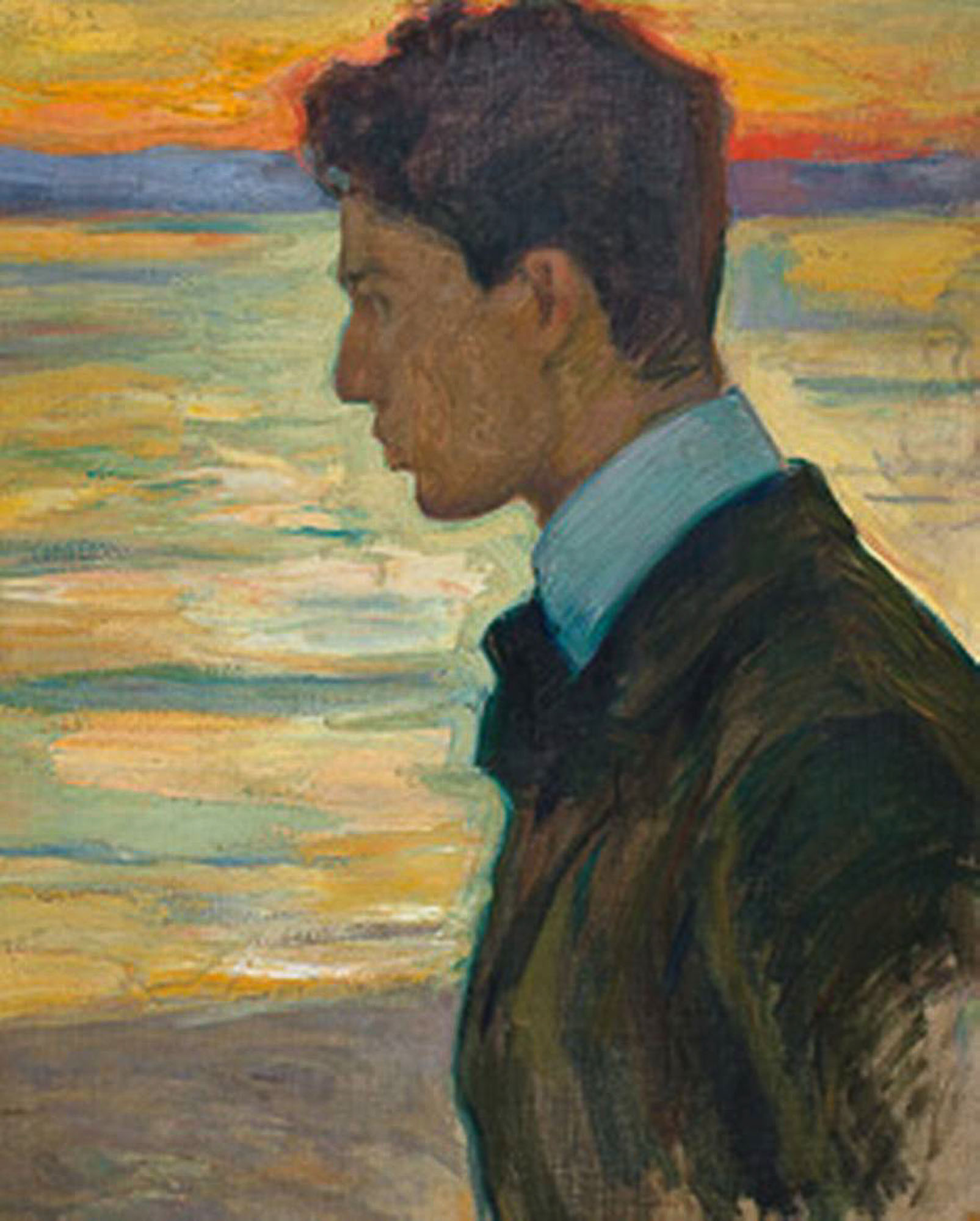
Borisz Paszternak, akit Sztálin a nagy tisztogatás során megkímélt a következő mondattal: „Hagyjátok ezt a felhőlakót”

Az 1926-os népszámlálás szerint a Szovjetunióban élő zsidók száma összesen 2 672 398 fő volt – akik közül 59% az Ukrán SZSZK-ban, 15,2% a Belorusz SZSZK-ban, 22% az Oroszországi SZSZSZK-ban és 3,8% más szovjet köztársaságokban élt.

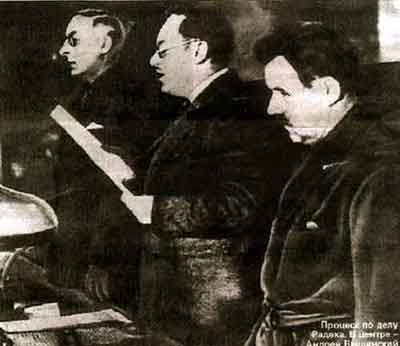
Visinszkij főügyész (középen), felolvassa a Karl Radek elleni 1937-es vádiratot a 2. moszkvai per során

Az orosz zsidókat sokáig a szláv oroszok között nem őshonos szemita etnikai csoportnak tekintették, és ez a kategorizálás akkor szilárdult meg, amikor a Szovjetunióban az etnikai kisebbségeket etnikai hovatartozás (национальность) szerint kategorizálták. Sztálin 1913-ban A marxizmus és a nemzeti kérdés című elméleti munkájában úgy jellemezte a zsidókat, hogy „nem élő és aktív nemzet, hanem valami misztikus, megfoghatatlan és természetfeletti. Ugyanis, ismétlem, miféle nemzet például az a zsidó nemzet, amely grúz, dagesztáni, orosz, amerikai és más zsidókból áll, amelynek tagjai nem értik egymást (hiszen különböző nyelveket beszélnek), a földgolyó különböző részein laknak, soha nem fogják látni egymást, és soha nem fognak együtt cselekedni, sem békeidőben, sem háború idején?” Sztálin szerint, – aki a forradalom után a nemzetiségi ügyek népbiztosa lett –, ahhoz, hogy egy kisebbség nemzetnek minősüljön, kultúrával, nyelvvel és hazával kell rendelkeznie.
A héber helyett a jiddis lenne a nemzeti nyelv, a proletárszocialista irodalom és művészet pedig a kultúra kvintesszenciájaként a judaizmus helyébe lépne. A jiddis nyelv használatát az 1920-as években erőteljesen ösztönözték a Szovjetunió jelentős zsidó lakosságával rendelkező területein, különösen az Ukrán és a Belorusz Szovjet Szocialista Köztársaságokban. A jiddis – a belorusz, az orosz és a lengyel mellett – a Belorusz SZSZK négy hivatalos nyelvének egyike volt. A hivatalos nyelvek egyenjogúságát komolyan vették. A belorusz főváros, Minszk főpályaudvarára érkező látogató a főpályaudvar bejárata fölött mind a négy nyelven kiírt városnevet olvashatta. A jiddis volt az újságok, magazinok, könyvkiadás, színház, rádió, film, a posta, a hivatalos levelezés, a választási anyagok, sőt még a Központi Zsidó Bíróság nyelve is. Az olyan jiddis írókat, mint Sólem Aléchem és Mendele Mocher Sforim, az 1920-as években szovjet zsidó hősökként ünnepelték.
Minszkben nyilvános, államilag támogatott jiddis nyelvű iskolarendszer működött, amely az óvodától a Belorusz Állami Egyetem jiddis nyelvű részlegéig terjedt. Bár a zsidó diákok a közép- és felsőoktatásba való átlépésükkor általában orosz nyelvű tanulásra tértek át, 1927-ben a város zsidó általános iskolásainak 55,3 százaléka jiddis nyelvű iskolába járt. A szovjet jiddis nyelvű iskolarendszernek a tetőpontján 160 000 tanulója volt. A minszki jiddis tudományosság presztízse akkora volt, hogy Varsóban és Berlinben képzett kutatók jelentkeztek az egyetem tanári állásaira. Mindezek alapján Elissa Bemporad történész arra a következtetésre jutott, hogy ez a „nagyon hétköznapi zsidó város” az 1920-as években „a jiddis nyelv és kultúra egyik világfővárosa” volt.
A zsidók az 1920-as években a belorusz politikában és általában a szovjet politikában is aránytalanul nagy szerepet játszottak, főleg a Bolsevik Párt jiddis nyelvű ágán, a Jevszekciján keresztül. Mivel 1917 előtt kevés zsidó bolsevik volt (néhány kiemelkedő kivételtől eltekintve, mint Zinovjev és Kamenyev), a Jevszekcija vezetői az 1920-as években nagyrészt korábbi bundisták voltak, akik bolsevikként folytatták a világi zsidó oktatás és kultúra mellett folytatott kampányukat. Bár Minszk lakosságának akkoriban csak valamivel több mint 40 százaléka volt zsidó, a 25 kommunista párttitkárból 19-en voltak zsidó származásúak 1924-ben. A zsidó túlsúly a pártsejtekben olyan mértékű volt, hogy számos gyűlést jiddis nyelven tartottak. A minszki városi pártértekezleteken az 1930-as évek végéig jiddisül beszéltek.

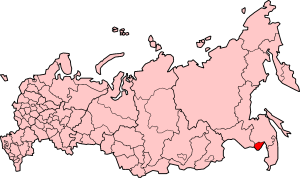
Zsidó Autonóm Terület Oroszország térképén

A cionizmus növekvő zsidó nemzeti és vallási törekvéseinek ellensúlyozására és a szovjet zsidók sikeres kategorizálására a sztálini nemzetiségi meghatározás szerint 1928-ban a Komzet és az OZET segítségével létrehozták Izrael földjének alternatíváját. A Zsidó Autonóm Terület, amelynek központja az orosz Távol-Keleten, Birobidzsanban volt „Szovjet Cionná” vált. Az erős hazai és nemzetközi állami propagandakampány ellenére azonban a zsidó lakosság aránya a Zsidó Autonóm Területen soha nem érte el a 30%-ot (2003-ban mindössze 1,2% volt). A kísérlet az 1930-as évek közepén, Sztálin első tisztogatási kampányának idején megállt.
Tulajdonképpen a Bolsevik Párt jiddis nyelvű részlegét, a Jevszekciját 1930-ban feloszlatták, a rendszer általános elfordulásának részeként, amely a kisebbségi nyelvek és kultúrák ösztönzésétől a ruszifikáció felé fordult. Sok zsidó vezetőt, különösen a bundista háttérrel rendelkezőket, letartóztattak és kivégeztek az 1930-as években zajló tisztogatásokban, és a jiddis iskolákat is bezárták. A Belorusz SZSZK 1938-ban bezárta a jiddis nyelvű iskolák teljes hálózatát.

Sztálin 1931. január 12-én „Antiszemitizmus: Válasz az Egyesült Államokban működő Zsidó Hírügynökség megkeresésére” című levelében (amelyet a Pravda adott ki országosan 1936-ban) hivatalosan elítélte az antiszemitizmust:
Kérdésére válaszolva: A nemzeti és faji sovinizmus a kannibalizmus korszakára jellemző embergyűlölő szokások maradványa. Az antiszemitizmus, mint a faji sovinizmus extrém formája, a kannibalizmus legveszélyesebb csökevénye.
Az antiszemitizmus előnyös a kizsákmányolók számára, mint egy villámhárító, amely eltereli a dolgozó emberek által a kapitalizmusra mért csapásokat. Az antiszemitizmus veszélyes a munkásokra, téves ösvény, amely letéríti őket a helyes útról és a dzsungelbe vezeti őket. Ezért a kommunisták, mint következetes internacionalisták, nem lehetnek másként, mint az antiszemitizmus kibékíthetetlen, esküdt ellenségei.
A Szovjetunióban az antiszemitizmus a törvény legnagyobb szigorával büntetendő, mint a szovjet rendszerrel mélyen ellenséges jelenség. A Szovjetunió törvényei szerint az aktív antiszemiták halálbüntetéssel sújthatók.

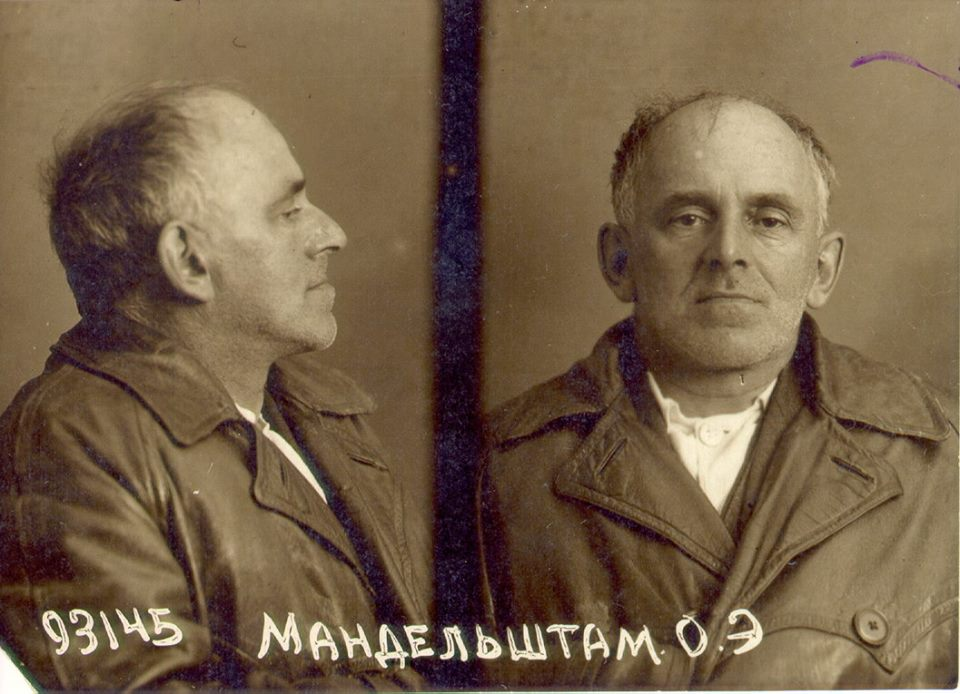
Fotó az 1938-ban az NKVD által letartóztatott Oszip Mandelstam költőről, aki egy gulagi táborban halt meg

A Molotov–Ribbentrop-paktum – az 1939-es megnemtámadási egyezmény a náci Németországgal – további gyanút keltett a Szovjetunió zsidókkal szembeni álláspontjával kapcsolatban. A paktum szerint Lengyelországot, a világ legnagyobb zsidó lakosságú nemzetét 1939 szeptemberében felosztották Németország és a Szovjetunió között. Bár a paktumban nem volt alapja az ideológiai együttérzésnek (amint azt a „zsidó bolsevizmusról” szóló náci propaganda is bizonyította), Nyugat-Lengyelország német megszállása katasztrófát jelentett a kelet-európai zsidók számára. A bizonyítékok arra utalnak, hogy a keleti szovjet megszállási övezetben élő zsidók közül – legalábbis – néhányan üdvözölték az oroszokat, akik liberálisabb politikát folytattak a polgári jogaikkal kapcsolatban, mint az előző antiszemita lengyel rezsim. A Szovjetunió által annektált területeken élő zsidókat nagy hullámokban deportálták kelet felé; mivel ezeket a területeket hamarosan megszállta a náci Németország, ez a kényszerű migráció, amely sok áldozatba került, paradox módon több százezer zsidó deportált életét mentette meg.

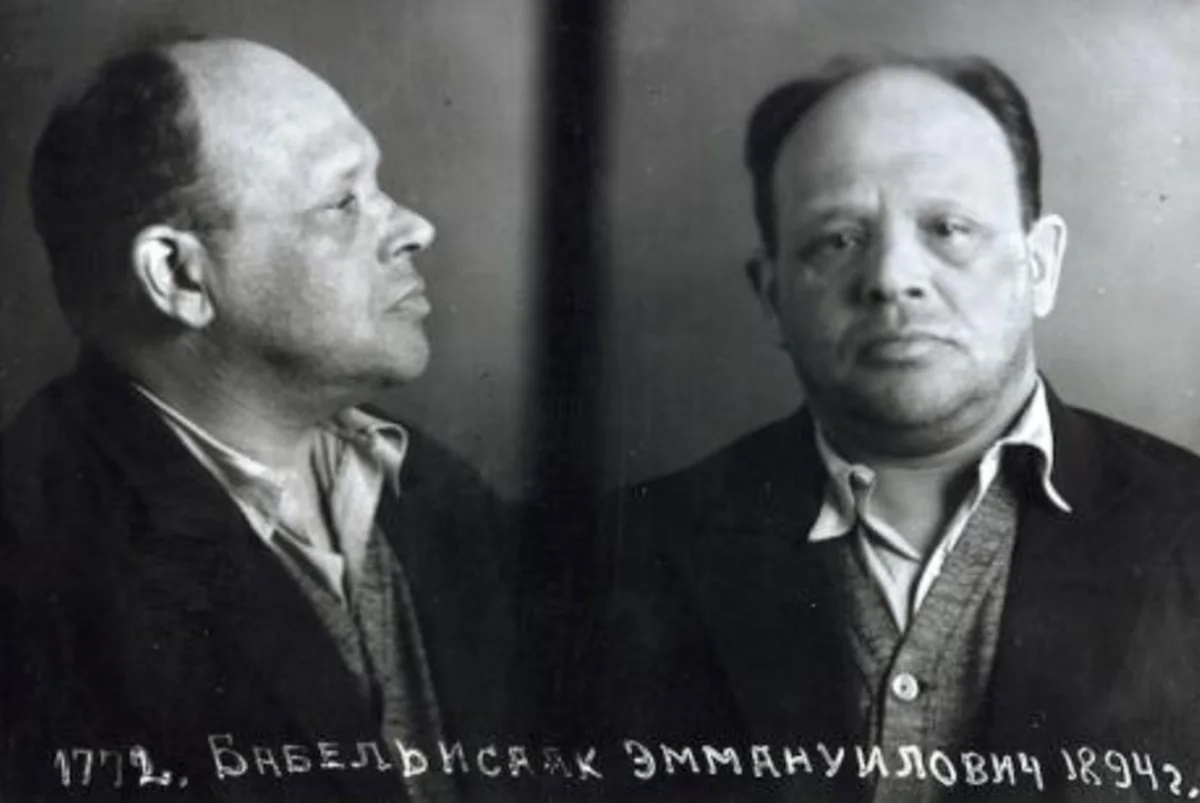
Iszaak Babel író NKVD-fotója a letartóztatása után készült Sztálin nagy tisztogatása során

Sok zsidó esett áldozatául a nagy tisztogatásnak, és bizonyítékok vannak arra, hogy Sztálin kifejezetten a zsidókat vette célba, s egész életében antiszemita érzelmeket táplált. A tisztogatások legjelentősebb áldozatai közül többen Trockij, Zinovjev és Kamenyev – zsidók voltak, és 1939-ben Sztálin határozottan parancsba adta Molotovnak, hogy a náci Németországhoz való közeledésre való tekintettel tisztítsa meg a Külügyminisztériumot a zsidóktól.
A tisztogatásoktól megmenekülő zsidók közé tartozik Lazar Kaganovics, aki az 1920-as években sikeres taskenti bürokrataként került Sztálin figyelmébe, és részt vett az 1930-as évek tisztogatásaiban. Kaganovics hűsége még Sztálin halála után is kitartott, amikor 1957-ben Molotovval együtt kizárták a párt soraiból, mert ellenezték a desztalinizációt.
A Szovjetunió a Molotov–Ribbentrop-paktumtól az anticionizmusig terjedő, régóta fennálló ellentmondásokon túlmenően hivatalosan is biztosította „minden állampolgár egyenlőségét, tekintet nélkül státuszra, nemre, fajra, vallásra és nemzetiségre”. A holokausztot megelőző évek a szovjet zsidók számára a gyors változás korszakát jelentették, maguk mögött hagyva a Tartózkodási övezet borzasztó szegénységét. Az egykori Övezet lakosságának negyven százaléka a Szovjetunió nagyvárosaiba távozott.
Az oktatásra helyezett hangsúly és a vidéki stetlekből az újonnan iparosodott városokba való költözés lehetővé tette, hogy sok szovjet zsidó Sztálin alatt általános fejlődésben részesüljön, és a világ egyik legműveltebb népcsoportjává váljon.

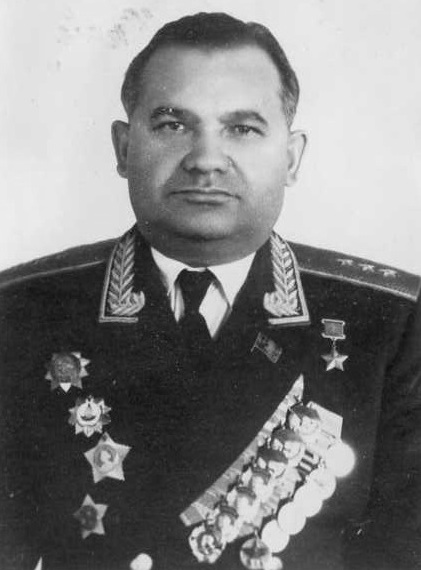
Jakov Krejzer, a Vörös Hadsereg hadseregtábornoka

Mivel a sztálinizmus a városi lakosságra helyezte a hangsúlyt, a két világháború közötti migráció akaratlanul is számtalan szovjet zsidót mentett meg; A náci Németország behatolt az egész egykori Tartózkodási övezetbe – de Leningrádtól és Moszkvától kilométerekre voltak. A náci Németország által megszállt Zsidó Övezetből keletebbre vándorló zsidók az Övezet eredeti zsidó lakosságának legalább 40 százalékát érintette, akik így megmenekültek a holokauszttól.
1941-re a becslések szerint a Szovjetunióban 4,855 millió zsidó élt, ami a világ zsidó népességének mintegy 30%-a volt. Többségük azonban a vidéki Nyugat-Fehéroroszország és Ukrajna lakója volt, s így a német megszállás és a holokauszt miatt sokat szenvedtek. A megszállt területen kívül csak mintegy 800 000 zsidó élt, és 1 200 000-1 400 000 zsidót végül keletre evakuáltak. A megszállt területeken maradt hárommillió zsidó túlnyomó többsége a feltételezések szerint a német megsemmisítő táborokban pusztult el.

### A második világháború és a holokauszt

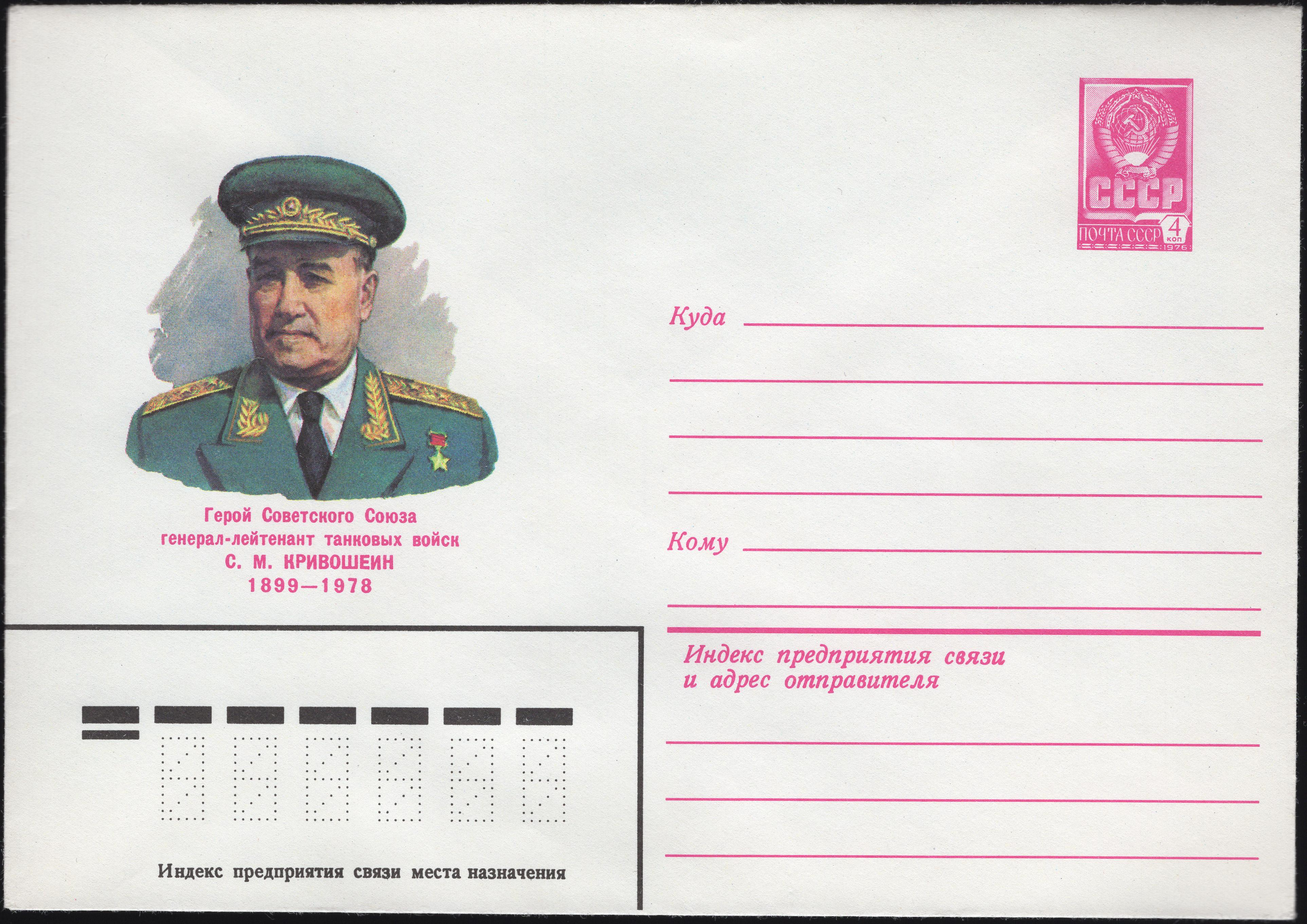
Szemjon Krivosein altábornagy, a Vörös Hadsereg egyik legbefolyásosabb tankparancsnoka

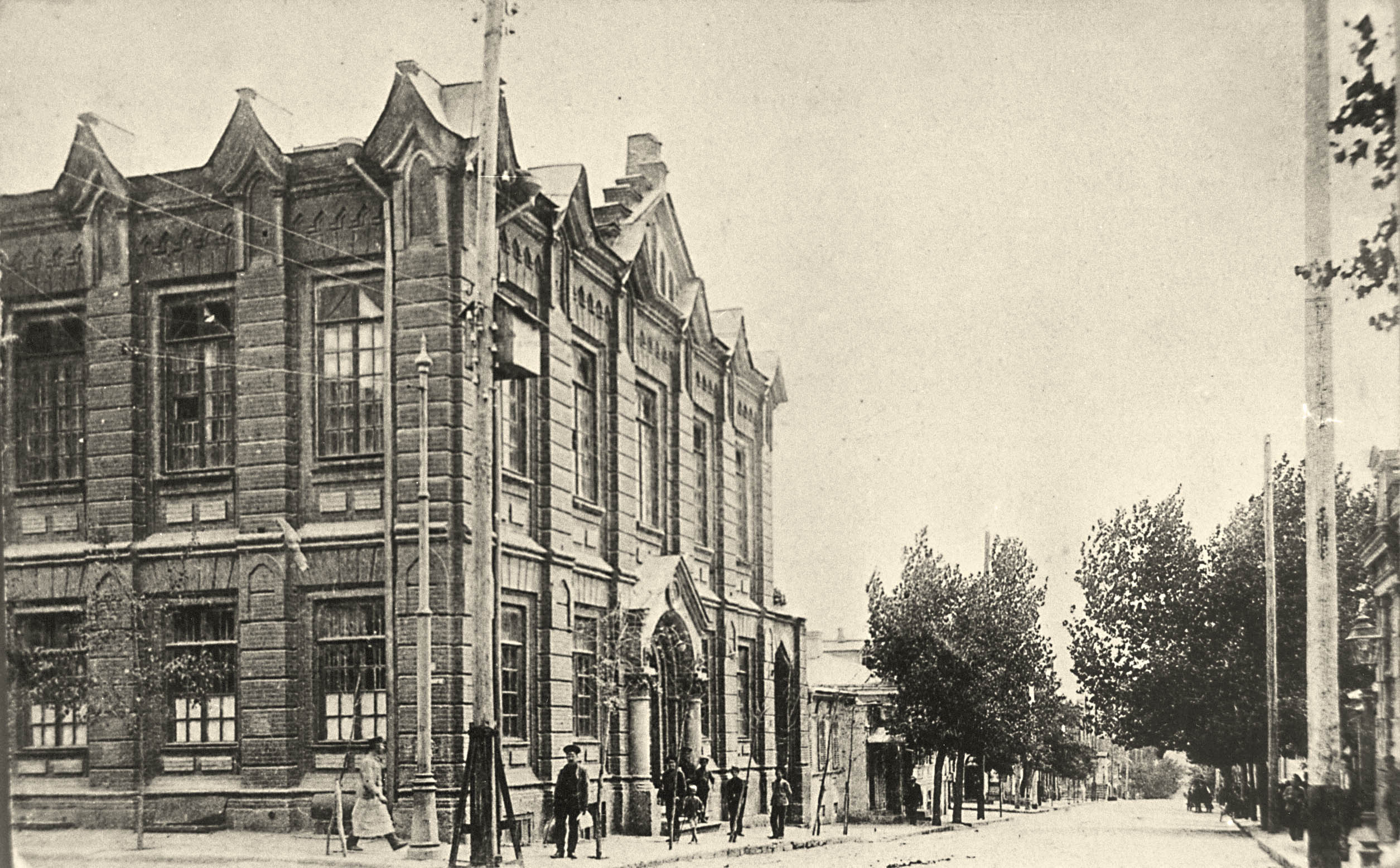
Kézművesek zsinagógája, Rosztov-na-Donu. Leégett 1942-ben, a nagy honvédő háború idején

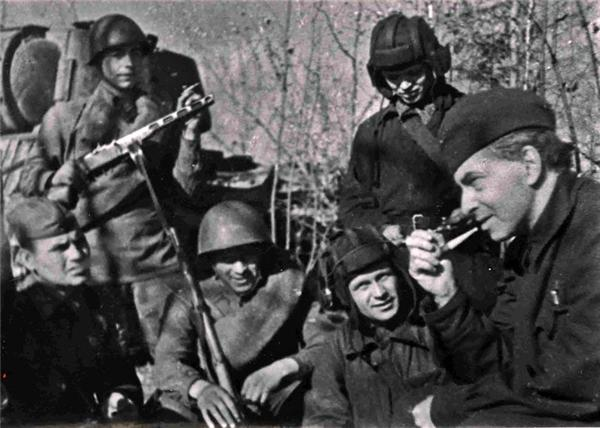
Ilja Ehrenburg szovjet író és újságíró szovjet katonákkal 1942-ben

A holokauszt során több mint kétmillió szovjet zsidó vesztette életét, ami a második legtöbb a Hitler által elpusztított lengyel zsidók után. Az 1941-es nagyobb mészárlások között volt többek között: 33 771 kijevi zsidót Babij Jar szurdoknál agyonlőttek; Vilniusban 100 000 zsidót és lengyelt öltek meg a Ponari erdőkben, Harkivban 20 000 zsidót öltek meg a Drobnyickij Jarnál, Odessszában 36 000 zsidót géppuskáztak le, Rigában 25 000 zsidót öltek meg a Rumbula közelében található fenyveserdőben, és a Krímben lévő Szimferopolban 10 000 zsidót mészároltak le. Bár a tömeges lövöldözések 1942-ben is folytatódtak – a legjelentősebbek ezek közül Pinszkben volt 16 000 áldozottal –, a zsidókat egyre inkább a nácik által megszállt Lengyelországban lévő koncentrációs táborokba szállították.
A németek által megszállt területek helyi lakói, különösen az ukránok, a litvánok és a lettek, néha kulcsszerepet játszottak más lettek, litvánok, ukránok, szlávok, romák, homoszexuálisok és zsidók meggyilkolásában. A náci megszállás alatt az ukrán és lett náci rendőrség egyes tagjai deportálásokat hajtottak végre a varsói gettóba, a litvánok pedig zsidókat meneteltettek a halálba Ponariban. Még ha egyesek segítettek is a németeknek, a német ellenőrzés alatt álló területeken jelentős számban voltak olyanok is, akik segítettek megmenekülni a zsidóknak a halál elől (lásd: Világ Igaza). Különösen Lettországban, ahol a nácikkal együttműködők száma csak kevéssel volt több, mint azoké, akik zsidókat mentettek. megmentőké. Becslések szerint akár 1,4 millió zsidó is harcolhatott a szövetséges hadseregekben; 40%-uk a Vörös Hadseregben. Összesen legalább 142 500 zsidó nemzetiségű szovjet katona vesztette életét a német megszállók és szövetségeseik ellen harcolva.

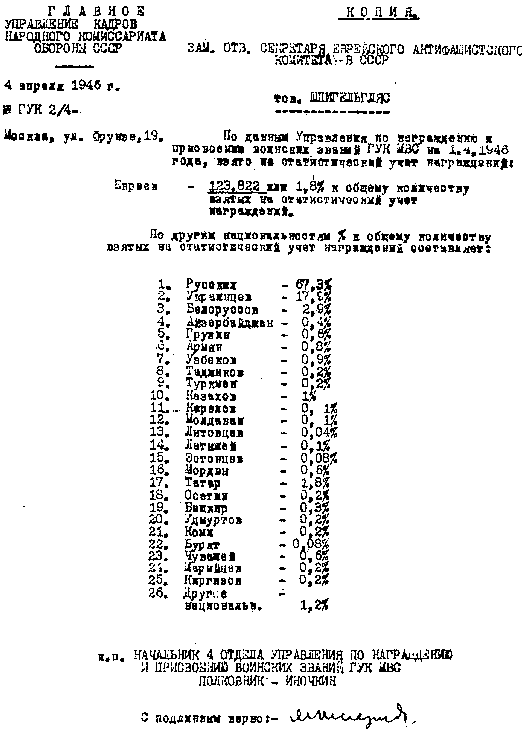
1946. A JAC által a zsidók háború alatti katonai kitüntetéseire (az összlétszám 1,8%-a) vonatkozó megkeresésre adott hivatalos válasz. Egyes antiszemiták megpróbálták a zsidókat a hazafiasság hiányával és a katonai szolgálat elől való bujkálással vádolni

A holokauszttal kapcsolatos tipikus szovjet politika az volt, hogy a holokausztot a szovjet állampolgárok elleni atrocitásokként mutatták be, és nem a zsidók népirtását hangsúlyozták. Például Kijevnek a náci megszállás alóli felszabadulása után a náci bűnök kivizsgálására Rendkívüli Állami Bizottságot (Чрезвычайная Государственная Комиссия; Csrezvicsajnaja  Goszudarsztvennaja Komisszija) hoztak létre. A Babij Jar-i mészárlás leírását hivatalosan a következőképpen cenzúrázták:
| Jelentéstervezet (1943. december 25.) | Cenzúrázott változat (1944. február) |
| --- | --- |
| „A hitlerista banditák brutális népirtást követtek el a zsidó lakosság körében. Bejelentették, hogy 1941. szeptember 29-én minden zsidónak meg kell jelennie a Melnyikov és a Gyegtyarjov utca sarkán, és magával kell hoznia iratait, pénzét és értéktárgyait. A gyilkosok Babij Jarhoz terelték őket, elvették értékeiket, majd lelőtték őket.” | „A hitlerista banditák több ezer szovjet állampolgárt tereltek a Melnyikov és a Gyegtyarjov utca sarkára. A gyilkosok Babij Jarhoz vonultak, elvették értékeiket, majd lelőtték őket.” |

### Sztálinista antiszemita kampányok
A zsidó identitás háború utáni újjáéledését, amelyet Izrael állam 1948-as létrehozása ösztönzött, Sztálin óvatosan üdvözölte, mint a közel-keleti nyugati imperializmusra való nyomásgyakorlás eszközét, de amikor nyilvánvalóvá vált, hogy sok szovjet zsidó a cionizmus újjáéledésétől a Szovjetunióban a külön kulturális és vallási fejlődésre irányuló saját törekvéseik erősítését várta, elnyomási hullámot indított el.
1948 januárjában Szolomon Mikhoelsz, a Moszkvai Állami Zsidó Színház népszerű színész-rendezője és a Zsidó Antifasiszta Bizottság elnöke gyanús autóbalesetben meghalt. A „gyökértelen kozmopoliták” és az anticionizmus elleni kampány zászlaja alatt a prominens zsidó értelmiségiek tömeges letartóztatása és a zsidó kultúra elnyomása következett. 1952. augusztus 12-én, a meggyilkolt költők éjszakája néven ismert eseményen Joszif Sztálin parancsára tizenhárom kiemelkedő jiddis írót, költőt, színészt és más értelmiségit végeztek ki, köztük Perec Markis, Lejb Kvitko, David Gofstejn, Iszaak Fefer és David Bergelszon. Az ENSZ Közgyűlésének 1955-ös ülésén egy magas rangú szovjet tisztviselő még mindig tagadta az eltűnésükről szóló „pletykákat”.
Az 1953-as Orvosok összeesküvésének vádja szándékosan antiszemita politika volt: Sztálin a „korrupt zsidó burzsoá nacionalistákat” vette célba, kerülve az olyan szokásos jelszavakat, mint a „gyökértelen kozmopoliták” vagy a „kozmopoliták”. Sztálin azonban meghalt, még mielőtt a következő letartóztatási és kivégzési hullám komolyan elindulhatott volna. Számos történész azt állítja, hogy az orvosok összeesküvése egy olyan kampány nyitányának szánták, amely a szovjet zsidók tömeges deportálásához vezetett volna, ha Sztálin nem hal meg 1953. március 5-én. Sztálin halála után néhány nappal a szovjet kormány az összeesküvést álhírnek nyilvánította.

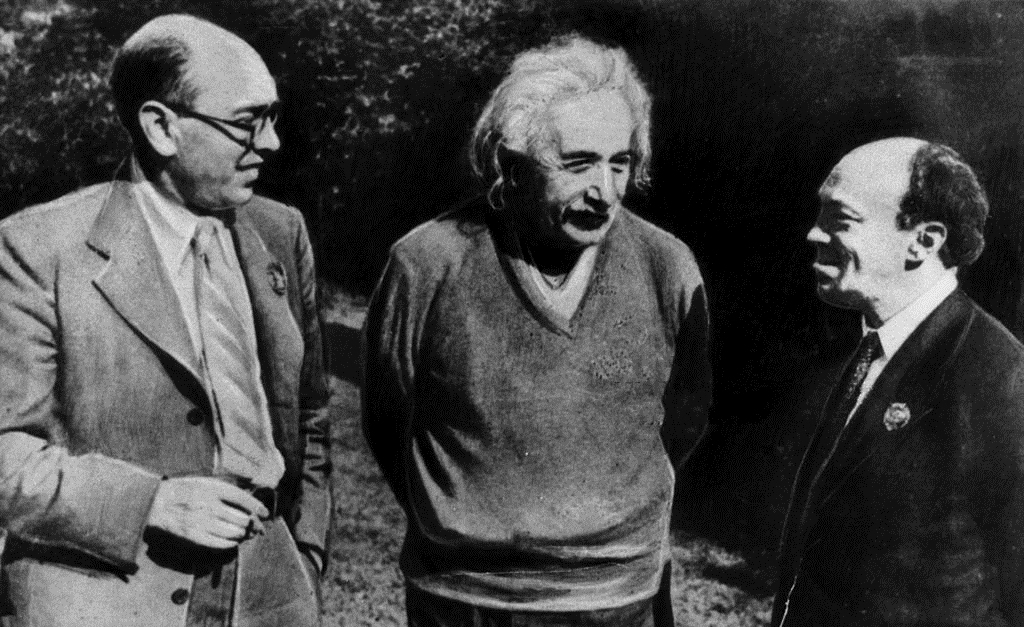
Iszaak Fefer (balra), Albert Einstein és Szolomon Mikhoelsz az Egyesült Államokban 1943-ban. Fefert a meggyilkolt költők éjszakáján kivégezték, 1955-ben, Sztálin halála után posztumusz rehabilitálták

Ezek az esetek inkább Sztálin paranoiáját tükrözhették, mintsem állami ideológiát – ez a különbségtétel nem jelentett a gyakorlatban eltérést, amíg Sztálin élt, de halála után hangsúlyossá vált.
1956 áprilisában a varsói jiddis nyelvű Fołks Sztyme zsidó újság feltűnést keltően hosszú listákat közölt a holokauszt előtt és után elpusztult szovjet zsidókról. A világsajtó válaszokat kezdett követelni a szovjet vezetőktől, valamint érdeklődött a zsidó oktatási rendszer és kultúra jelenlegi állapotáról. Ugyanazon az őszön a zsidó világ vezető személyiségeinek egy csoportja nyilvánosan kérte a szovjet államfőket, hogy tisztázzák a helyzetet. Mivel nem érkezett egységes válasz, aggodalmuk csak fokozódott. A szovjet zsidók sorsa Nyugaton jelentős emberi jogi kérdéssé vált.

### A Szovjetunió és a cionizmus
A marxista nemzetellenesség és az antiklerikalizmus vegyes hatást gyakorolt a szovjet zsidókra. A zsidók közvetlen haszonélvezői, de hosszú távon áldozatai is voltak annak a marxista felfogásnak, hogy a nacionalizmus minden megnyilvánulása „társadalmilag retrogresszív”. Egyrészt a zsidók felszabadultak az „ortodoxia, az önkényuralom és a népiesség” cári éveinek vallási üldöztetése alól. Másrészt ez a felfogás fenyegetést jelentett a zsidó kulturális intézményekre, a Bundra, a zsidó autonómiára, a judaizmusra és a cionizmusra.
A politikai cionizmust mint a polgári nacionalizmus egyik formáját a Szovjetunió történelme során hivatalosan kiirtották. Bár a leninizmus hangsúlyozza az „önrendelkezés” hitét, ez a tény nem tette a szovjet államot elfogadóbbá a cionizmussal szemben. A leninizmus az önrendelkezést a terület vagy a kultúra alapján határozza meg, nem pedig a vallás szerint, amely lehetővé tette a szovjet kisebbségek számára, hogy különálló oblasztyok, autonóm régiók vagy köztársaságok jöjjenek létre, amelyek azonban szimbolikusan léteztek. A zsidók azonban nem illettek bele egy ilyen elméleti modellbe; a diaszpórában élő zsidóknak még mezőgazdasági bázisuk sem volt, ahogy Sztálin gyakran állította, amikor megpróbálta tagadni a zsidó nemzet létezését, és bizonyosan nem rendelkeztek területi egységgel. A marxista elképzelések még a zsidó identitás létezését is tagadták egy vallás és kaszt létezésén túl; Marx a zsidókat „képzeletbeli nemzetként” határozta meg.

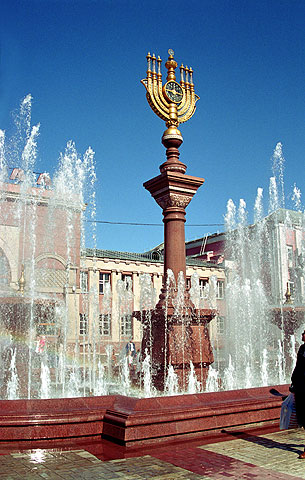
Az 1936-ban az orosz Távol-Keleten alapított Zsidó Autonóm Területen található Birobidzsan főterét uraló óriási menóra

Lenin, aki azt állította, hogy mélyen elkötelezett az egyenlőségre törekvő eszmék és az egész emberiség egyetemessége mellett, elutasította a cionizmust mint reakciós mozgalmat, „burzsoá nacionalizmust”, „társadalmilag visszafejlődő” és elmaradott erőt, amely elutasítja a zsidók közötti osztálykülönbségeket. Ráadásul a cionizmus kapcsolatba hozta egymással a szovjet állampolgárokat és a nyugatiakat, ami veszélyes volt egy zárt társadalomban. A szovjet hatóságok hasonlóképpen féltek minden olyan tömegmozgalomtól, amely független volt a monopolisztikus kommunista párttól, és nem kötődött az államhoz vagy a marxizmus–leninizmus ideológiájához.
Anélkül, hogy hivatalos anticionista álláspontján változtatott volna, 1944 végétől 1948-ig Joszif Sztálin de facto cionistabarát külpolitikát folytatott, nyilvánvalóan abban a hitben, hogy az új ország szocialista lesz, és felgyorsítja a brit befolyás csökkenését a Közel-Keleten.
1947. május 14-én, az ENSZ felosztási tervéről folytatott vita során tartott beszédében, amelyet két nappal később az Izvesztyija című lapban tettek közzé, Andrej Gromiko szovjet nagykövet bejelentette:
Mint tudjuk, a zsidó nép jelentős részének törekvései Palesztina és annak jövőbeli igazgatásának problémájához kapcsolódnak. Ez a tény aligha szorul bizonyításra... A legutóbbi háború alatt a zsidó nép rendkívüli bánatot és szenvedést élt át...

Az Egyesült Nemzetek Szervezete nem tekinthet és nem is szabad, hogy közömbösen tekintsen erre a helyzetre, mivel ez összeegyeztethetetlen lenne az Alapokmányában kinyilvánított erkölcsi szempontokkal...

Az a tény, hogy egyetlen nyugat-európai állam sem volt képes biztosítani a zsidó nép elemi jogainak védelmét és megvédeni azt a fasiszta hóhérok erőszakosságától, megmagyarázza a zsidók törekvését saját államuk létrehozására. Igazságtalan lenne ezt nem figyelembe venni, és megtagadni a zsidó nép jogát e törekvés megvalósítására.
Az ENSZ Biztonsági Tanácsában a szovjet jóváhagyás döntő fontosságú volt a brit mandátum alatt álló Palesztina felosztásában, amely Izrael Állam megalapításához vezetett. Három nappal azután, hogy Izrael kikiáltotta függetlenségét, a Szovjetunió de jure elismerte azt. Ezenkívül a Szovjetunió engedélyezte Csehszlovákiának, hogy az 1948-as arab–izraeli háború alatt továbbra is fegyvereket szállítson a zsidó erőknek, annak ellenére, hogy ez a konfliktus a szovjetek által támogatott 1948-as csehszlovák államcsíny után zajlott. Abban az időben az Egyesült Államok fegyverembargót tartott fenn a konfliktus mindkét oldalával szemben.
1957 végére a Szovjetunió felet váltott az arab–izraeli konfliktusban, és a hidegháború folyamán egyértelműen az arab rezsimeket támogatta Izrael ellenében. A Szovjetunió, valamint szatellitállamai és ügynökségei hivatalos álláspontja szerint a cionizmus a zsidók és az amerikaiak által használt eszköz a „rasszista imperializmushoz”.

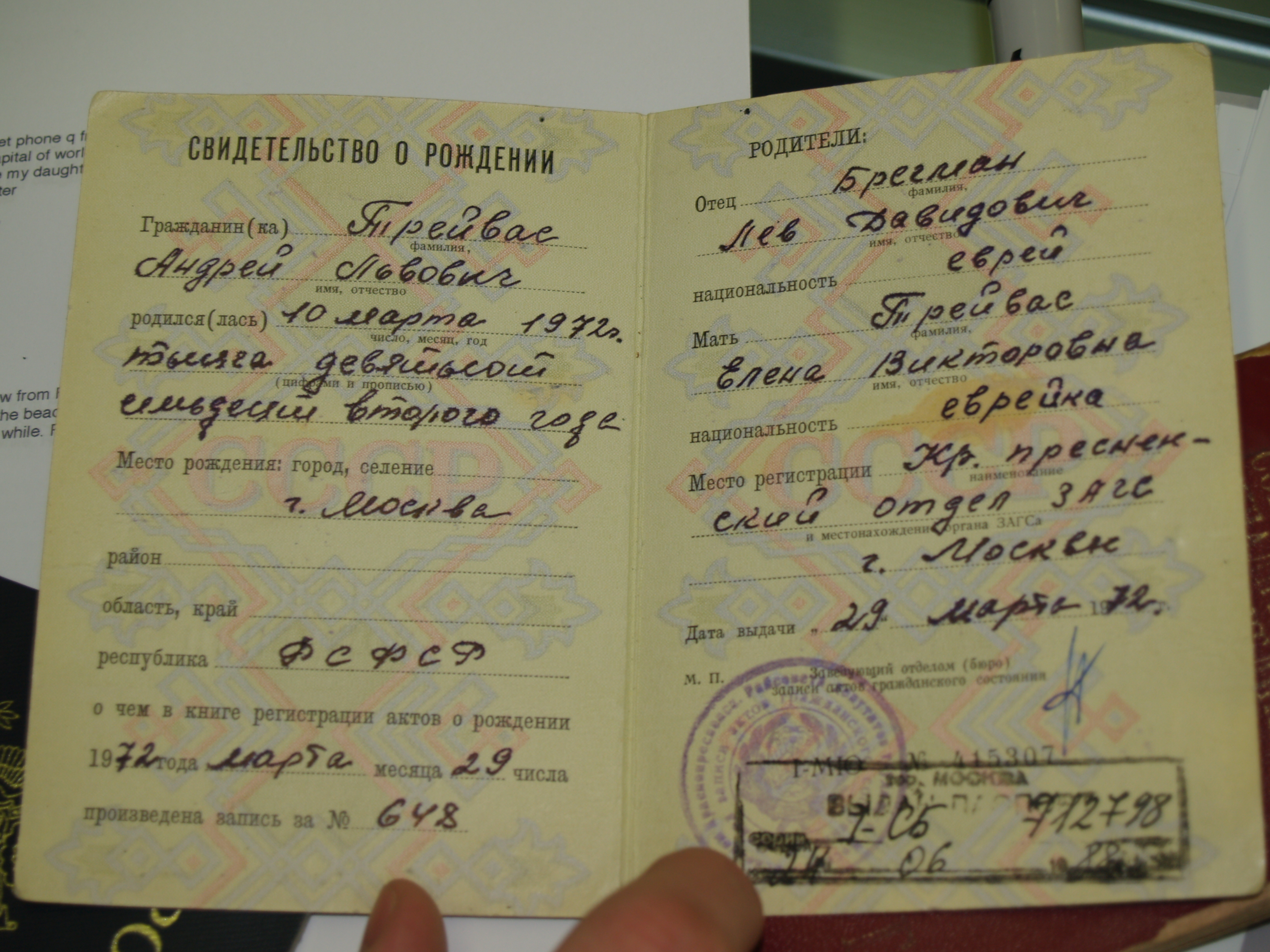
Szovjet születési anyakönyvi kivonat 1972-ből, amely a személy szüleinek etnikai hovatartozását „zsidóként” tünteti fel

Miközben Izrael közeli nyugati szövetségessé vált, a cionizmus kísértete felvetette a belső nézeteltérés és ellenállás félelmét. A hidegháború későbbi szakaszában a szovjet zsidókat azzal gyanúsították, hogy lehetséges árulók, nyugati szimpatizánsok vagy biztonsági kockázatot jelentenek. A kommunista vezetés bezárta a különböző zsidó szervezeteket, és a cionizmust ideológiai ellenségnek nyilvánította. A zsinagógákat gyakran rendőri felügyelet alá helyezték, mind nyíltan, mind besúgók segítségével.
Az államilag támogatott és nem hivatalos üldöztetés következtében az antiszemitizmus beivódott a társadalomba, és évekig megmaradt: az egyszerű szovjet zsidók gyakran szenvedtek nehézségeket, aminek egyik példája, hogy gyakran nem nyertek felvételt az egyetemekre, nem dolgozhattak bizonyos szakmákban, és nem vehettek részt a kormányzásban Meg kell azonban említeni, hogy ez nem mindig volt így, és ez a fajta üldözés régiónként változott. Mégis sok zsidó érezte úgy, hogy kénytelen elrejteni identitását a nevének megváltoztatásával.
A „zsidó” szót a médiában is kerülték, amikor Izrael lépéseit kritizálták, amelyeket a szovjetek gyakran vádoltak rasszizmussal, sovinizmussal stb. A zsidó helyett szinte kizárólag az izraeli szót használták, hogy a kemény kritikát ne antiszemitizmusnak, hanem anticionizmusnak tüntessék fel. Ami még ellentmondásosabb, hogy a szovjet média a politikai események bemutatásakor néha a „fasizmus” kifejezést használta az izraeli nacionalizmus jellemzésére (pl. Jabotinszkijt „fasisztának” nevezte, és azt állította, hogy „új fasiszta szervezetek jelentek meg Izraelben a hetvenes években” stb.).

### 1967–1985

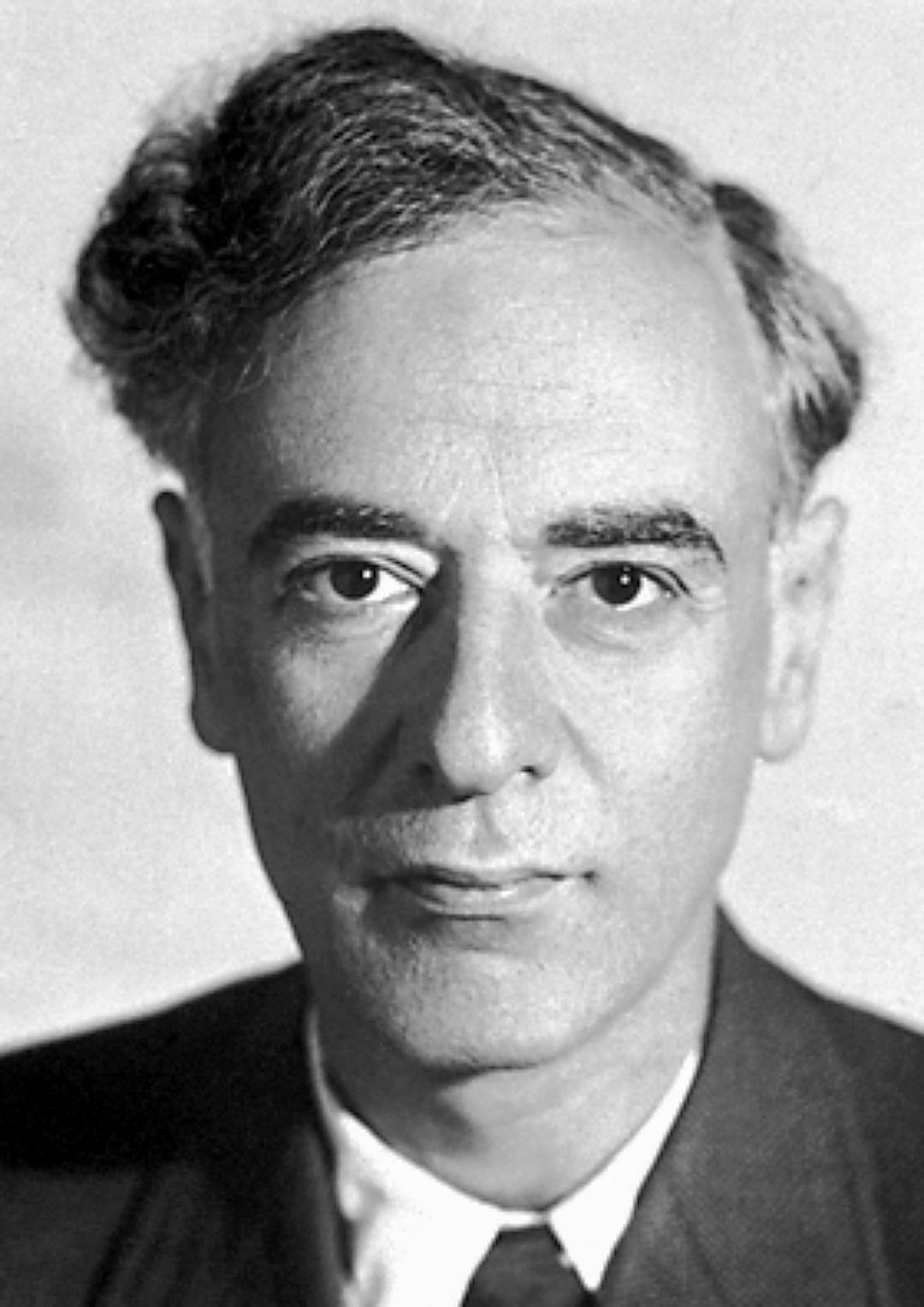
Lev Landau, aki 1962-ben elnyerte a fizikai Nobel-díjat a szuperfolyékonyság elméletéért. 1965 júniusában Landau és Jevszej Liberman levelet tett közzé a New York Timesban, amelyben kijelentették, hogy szovjet zsidóként ellenzik az amerikai beavatkozást a szovjet zsidóságért folytatott diákharc érdekében

Az 1959-es népszámlálás szerint Leningrád zsidó lakossága 169 000 fő volt, és a Nagy Korál zsinagóga az 1960-as években mintegy 1200 férőhellyel működött. A rabbi Avraham Lubanov volt. Ezt a zsinagógát soha nem zárták be. A leningrádi zsidók nagy többsége nem volt vallásos, de a nagy ünnepeken, főleg Szimchat Tórákor több ezren látogatták a zsinagógát.
A tömeges elvándorlás politikailag nem volt kívánatos a szovjet rendszer számára. Az 1967-es hatnapos háborút követő időszakban egyre több szovjet zsidó kérte, hogy kivándorolhasson Izraelbe, de sokuktól hivatalosan megtagadták a kivándorlási engedélyt. Az OVIR (ОВиР), a kiutazási vízumok kiadásáért felelős belügyminisztériumi-osztály egyik tipikus kifogása az volt, hogy azok a személyek, akik pályafutásuk egy bizonyos pontján a szovjet nemzetbiztonság szempontjából létfontosságú információkhoz jutottak hozzá, nem hagyhatják el az országot.
Az 1970-es Dimsic–Kuznyecov repülőgép-eltérítési ügy felhívta a nemzetközi figyelmet a Szovjetunióban elkövetett jogsértésekre, s az erős nemzetközi elmarasztalás miatt a szovjet hatóságok ideiglenesen lazítottak a kivándorlási korlátozásokon. 1960 és 1970 között mindössze 4000 ember hagyta el a Szovjetuniót; a következő évtizedben ez a szám 250 000-re emelkedett. 
1972-ben a Szovjetunió úgynevezett „diplomaadót” vetett ki azokra a kivándorolni szándékozókra, akik a Szovjetunióban szereztek felsőfokú végzettséget. Egyes esetekben a díj elérte akár a húsz éves fizetést is. Ez az intézkedés valószínűleg a szovjet zsidók és az értelmiség más tagjainak növekvő nyugati kivándorlása által okozott agyelszívás ellen irányult. Bár a zsidók ma már a lakosság kevesebb mint 1%-át teszik ki, egyes felmérések szerint a kivándorló zsidók körülbelül harmada szerzett valamilyen felsőfokú végzettséget. Továbbá, a speciális szakképzést igénylő pozíciókat betöltő zsidók általában erősen koncentrálódtak néhány szakterületen, beleértve az orvostudományt, a matematikát, a biológiát és a zenét. A nemzetközi tiltakozások nyomán a Kreml hamarosan visszavonta az adót, de szórványosan továbbra is különböző korlátozásokat vezetett be. Emellett a vezető felsőoktatási intézményekben nem hivatalos zsidó kvótát vezettek be azáltal, hogy a zsidó jelentkezőket szigorúbb felvételi vizsgáknak vetették alá.
Eleinte szinte mindazok, akiknek sikerült Izraelbe kiutazási vízumot szerezniük, valóban alijáztak, de az 1970-es évek közepe után az Izraelbe induló személyek többsége valójában más célpontokat választott, nevezetesen az Egyesült Államokat.

### Glasznoszty és a Szovjetunió felbomlása
1989-ben rekordszámú, 71 000 szovjet zsidónak engedélyezték a kivándorlást a Szovjetunióból, akik közül csak 12 117-en vándoroltak be Izraelbe. Az amerikai politika eleinte menekültként kezelte a szovjet zsidókat, és korlátlan számban engedélyezte az immigrációt, de ez a politika végül megszűnt. Ennek eredményeként egyre több zsidó kezdett Izraelbe költözni, mivel ez volt az egyetlen ország, amely hajlandó volt feltétel nélkül befogadni őket.
Az 1980-as években Mihail Gorbacsov kormánya korlátlan zsidó emigrációt engedélyezett, maga a Szovjetunió pedig 1991-ben összeomlott. Ennek következtében a volt Szovjetunióból tömegesen vándoroltak ki a zsidók. Az 1970-es évek óta több mint 1,1 millió zsidó származású orosz emigrált Izraelbe, akik közül 100 000-en nem sokkal később harmadik országokba, például az Egyesült Államokba és Kanadába vándoroltak ki, 240 000-en pedig a halákha szerint nem számítottak zsidónak, de a visszatérési törvény szerint zsidó származás vagy házasság miatt jogosultak voltak rá. A Jackson–Vanik törvénykiegészítés elfogadása óta több mint 600 000 szovjet zsidó emigrált.

## A mai Oroszország

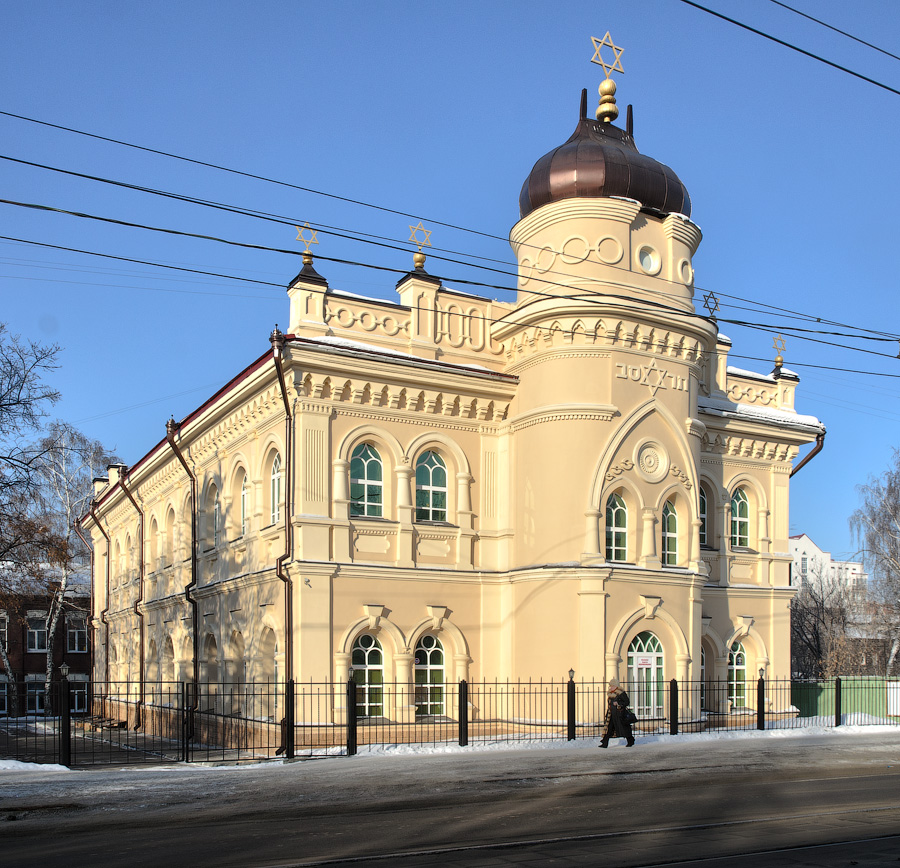
Tomszki Korál zsinagóga, Szibéria legrégebbi zsinagógája

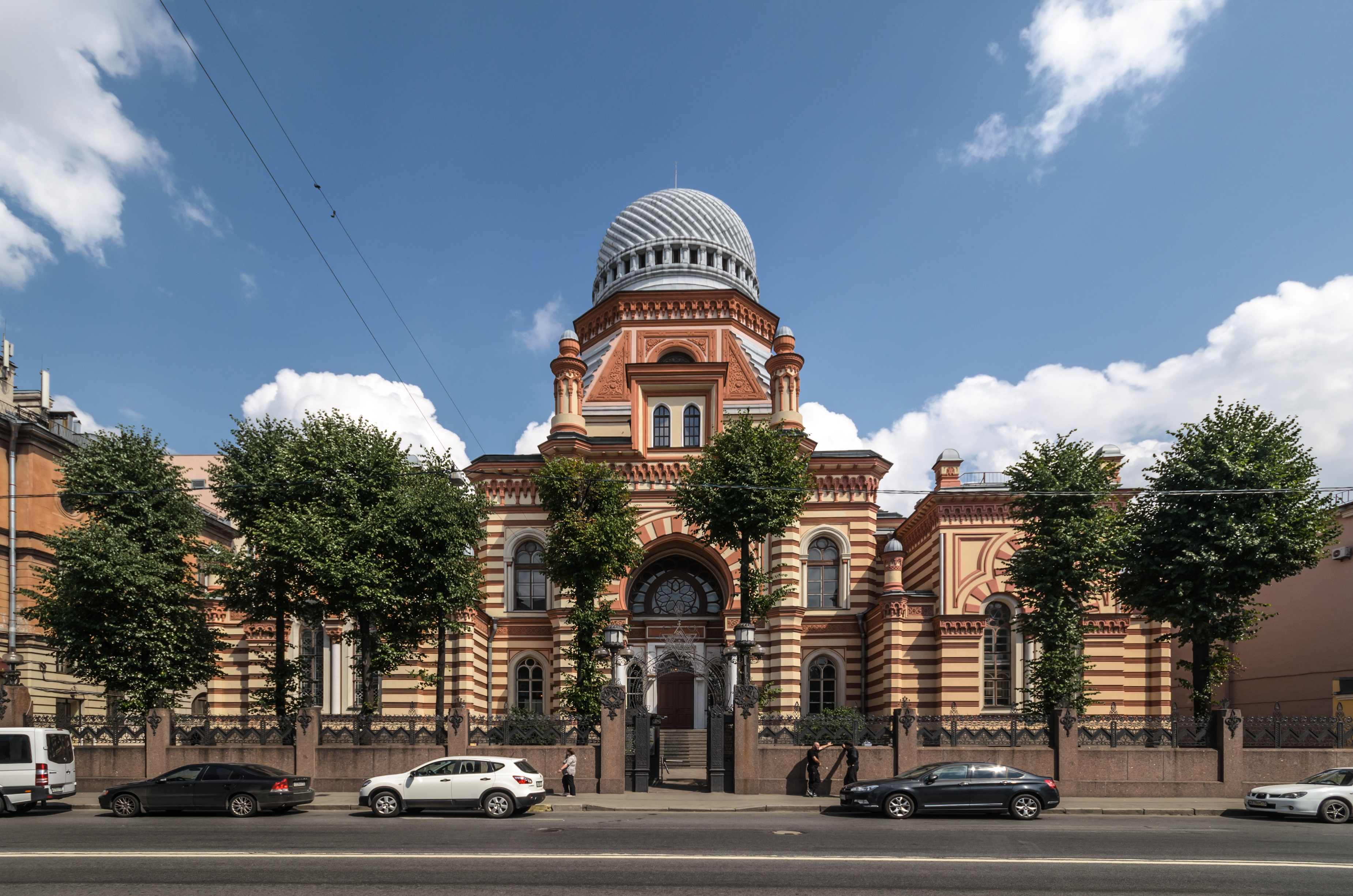
A szentpétervári Nagy Korál zsinagóga, Európa és a világ legnagyobb zsinagógái között

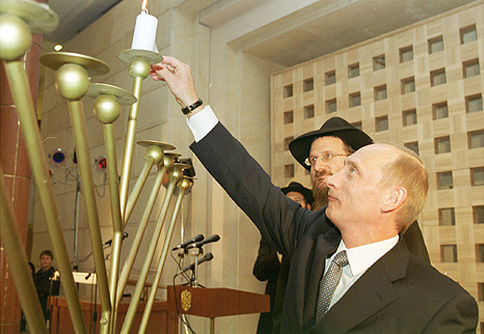
Putyin elnök meggyújt egy hanukai menórát Berel Lazar orosz főrabbival. A zsidó vallás hivatalosan Oroszország négy államvallásának egyike

A zsidó vallást hivatalosan Oroszország négy „hagyományos vallása” közé sorolják az ortodox kereszténység, az iszlám és a buddhizmus mellett. A 2002. évi népszámlálás szerint a zsidók Oroszország teljes népességének körülbelül 0,16%-át teszik ki, ami 232 267 főt jelent. Az orosz zsidók többsége szekuláris és inkább etnikailag vallják magukat zsidónak, mint vallási hovatartozás alapján, bár az orosz zsidók körében egyre nagyobb az érdeklődés a zsidó identitás és a zsidó hagyományok gyakorlása iránt. A lubavicsi zsidó mozgalom aktívan tevékenykedik ezen a területen, zsinagógákat és zsidó óvodákat hozva létre a zsidó lakossággal rendelkező orosz városokban. Ezenkívül a legtöbb orosz zsidónak vannak Izraelben élő rokonai.

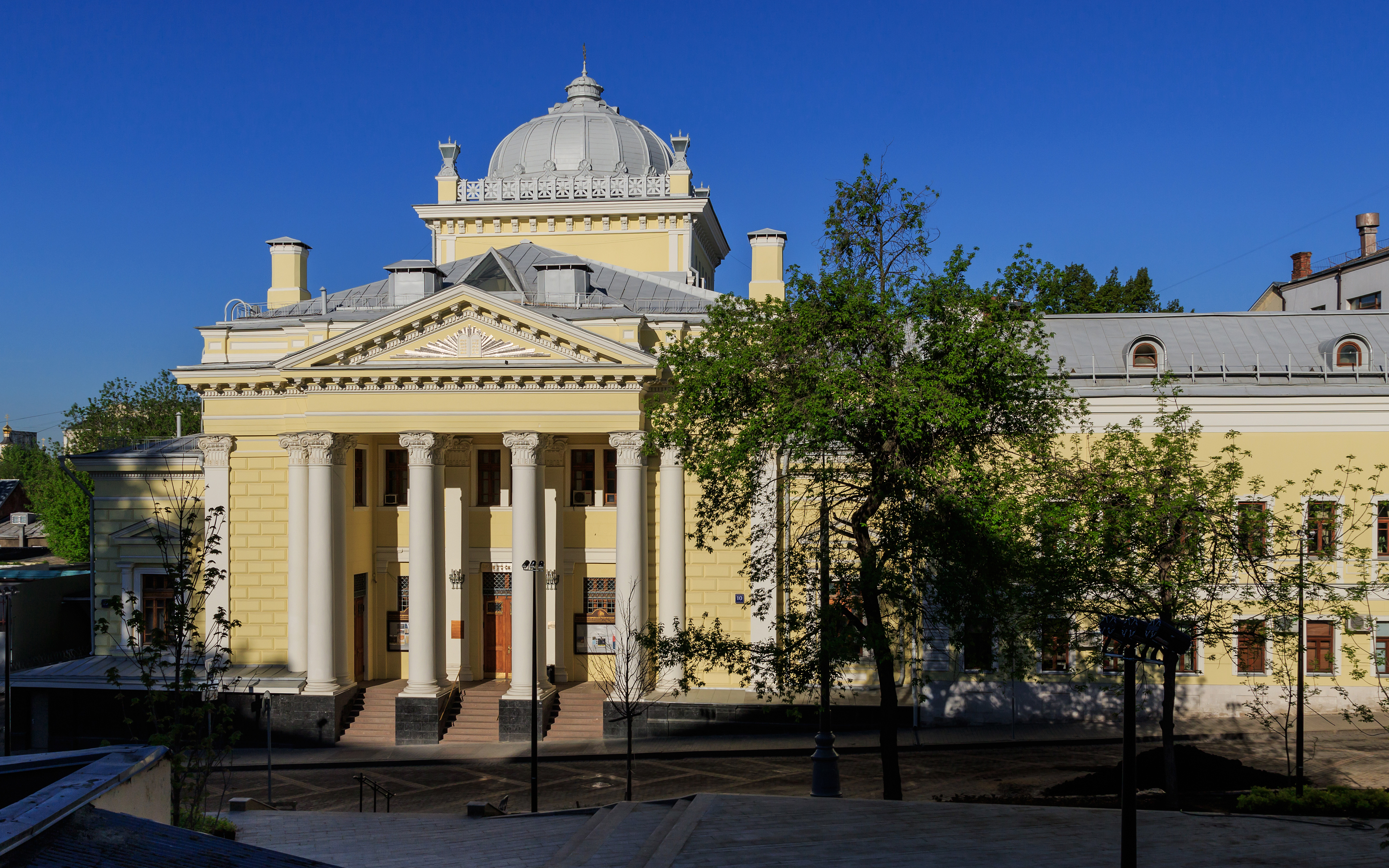
A Moszkvai Korál zsinagóga

A volt Szovjetunió területén több jelentős zsidó szervezet is működik. A központi zsidó szervezet a FÁK Zsidó Hitközségek Szövetsége Berel Lazar főrabbi vezetésével.

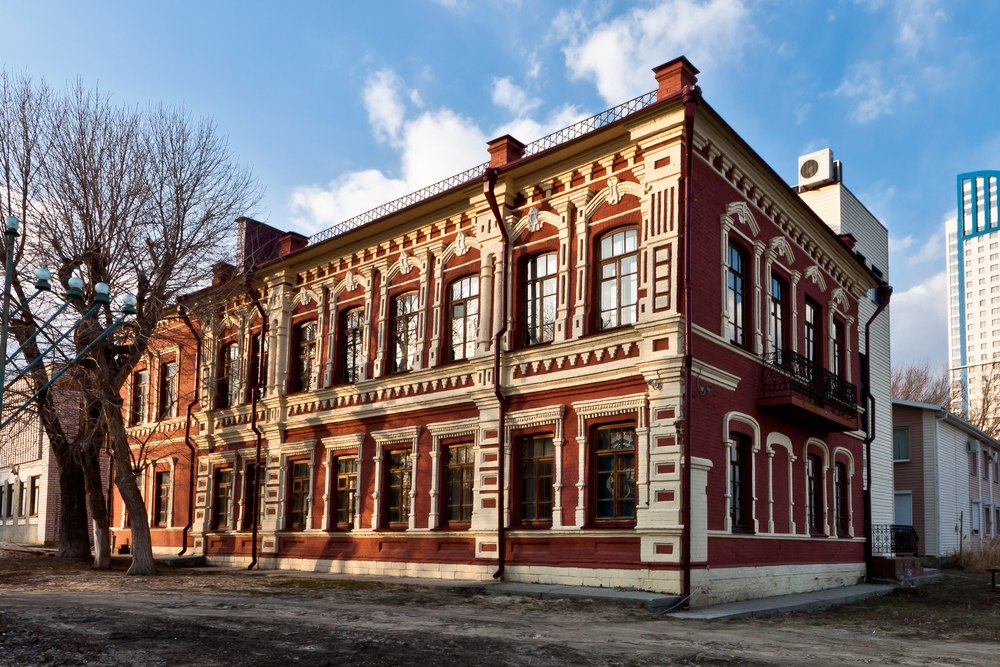
Az 1888-ban megnyitott Volgográdi zsinagóga

Az antiszemitizmus az idegengyűlölet egyik leggyakoribb megnyilvánulása a posztszovjet Oroszországban, még egyes politikuscsoportok között is. Az etnikai vagy vallási alapon történő gyűlöletkeltés elleni rendelkezések ellenére (az Orosz Föderáció büntető törvénykönyvének 282. törvénycikke), 2002-ben a volt Szovjetunió köztársaságaiban működő antiszemita neonáci csoportok száma arra késztette a Pravdát, hogy 2002-ben kijelentse: „Az antiszemitizmus virágzik Oroszországban” 2005 januárjában egy 15 duma tagból álló csoport követelte a zsidóság és a zsidó szervezetek kitiltását Oroszországból. 2005-ben 500 prominens orosz, köztük a nacionalista Haza Párt mintegy 20 tagja követelte az államügyésztől, hogy vizsgálja meg az ősi zsidó szövegeket mint „oroszelleneseket”, és tiltsa be a judaizmust. A vizsgálatot valóban elindították, de a nemzetközi felháborodás után leállították.
Összességében az elmúlt években, különösen a 2000-es évek eleje óta az antiszemitizmus szintje Oroszországban alacsony, és folyamatosan csökken Vlagyimir Putyin kormánya fellép az antiszemitizmus ellen, bár egyes oroszországi politikai mozgalmak és csoportok antiszemiták.
Oroszországban gyakran publikálnak mind történelmi, mind kortárs antiszemita anyagokat. Nemrég például megjelent egy huszonöt antiszemita címből álló sorozat (Egy Orosz Hazafi Könyvtára címmel), köztük az oroszra fordított Mein Kampf (2002), amelyet ugyan már 2010-ben betiltottak, Jürgen Graf A holokauszt mítosza, a Cion bölcseinek jegyzőkönyvei és mások.

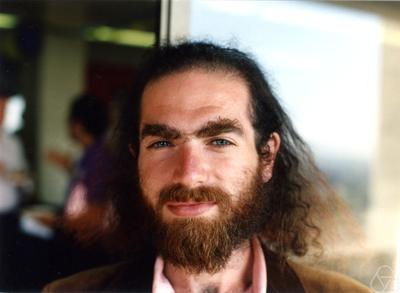
Grigorij Perelman szentpétervári matematikus

Az antiszemita incidenseket többnyire szélsőséges, nacionalista és iszlamista csoportok követik el. A legtöbb antiszemita incidens zsidó temetők és épületek (közösségi központok és zsinagógák) ellen irányul, mint például a permi zsidó közösségi központ elleni támadás 2013 márciusában és a volgográdi zsidó óvoda elleni támadás 2013 augusztusában. Mindezek mellett több erőszakos támadás is történt zsidók ellen Moszkvában, például 2006-ban, amikor egy neonáci 9 embert késelt meg a Bolsaja Bronnaja utcai zsinagógában, illetve 1999-ben ugyanezen zsinagóga ellen sikertelen bombatámadást követtek el.

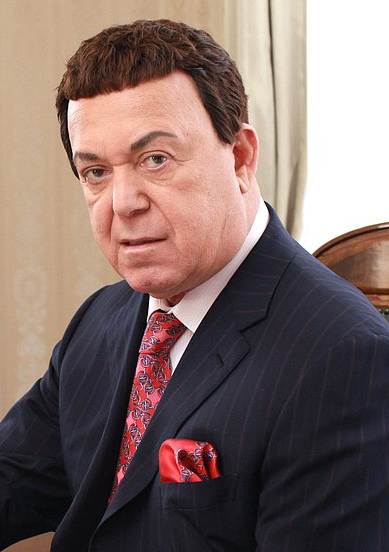
Ioszif Davidovics Kobzon, Oroszország legtöbbször kitüntetett művészét gyakran nevezték az „orosz Sinatrának”

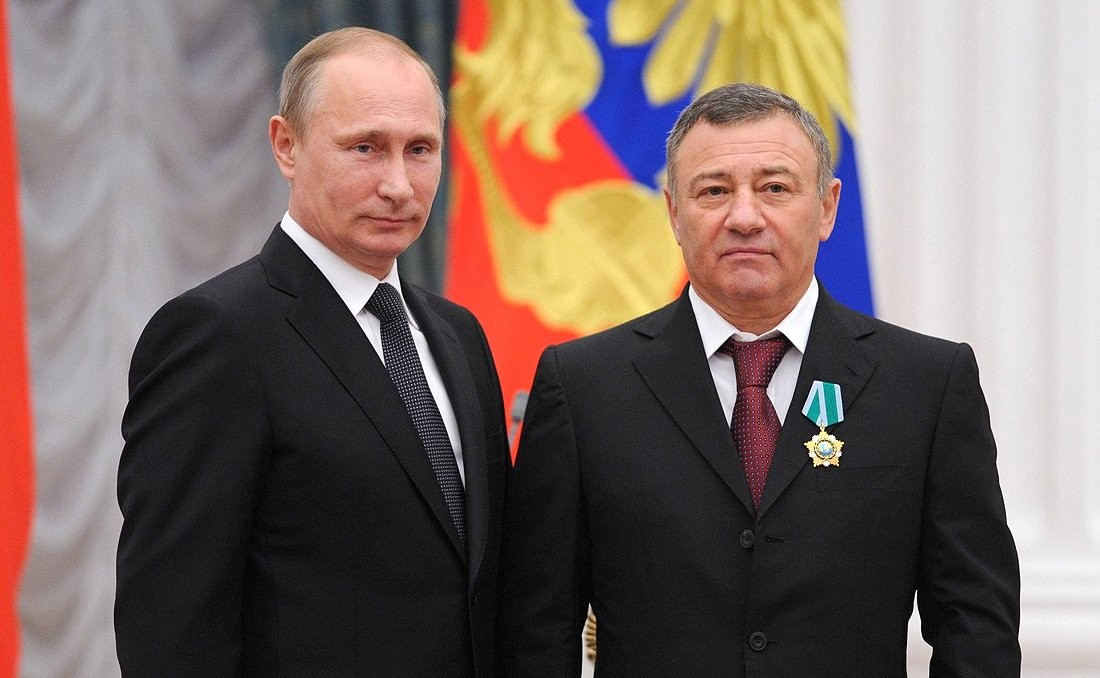
Arkagyij Rotenberg, milliárdos üzletember és a Sztrojgazmontazs társtulajdonosa. Vlagyimir Putyin közeli bizalmasának számít

A szélsőséges iszlám csoportok által a zsidók ellen elkövetett támadások Oroszországban ritkák, bár a támadások száma nőtt, főként a muszlimok lakta területeken. 2013. július 25-én a derbenti rabbit ismeretlenek megtámadták és súlyosan megsebesítették a háza közelében, valószínűleg egy terrorista. Az eset aggodalmat keltett a helyi zsidók körében a zsidó közösség elleni további cselekmények miatt.
Miután 2013-ban Oroszországban elfogadtak néhány melegellenes törvényt, és 2012-ben a Pussy Riot zenekarral történt incidens egyre nagyobb kritikát váltott ki a témával kapcsolatban Oroszországon belül és kívül, számos verbális antiszemita támadás érte az orosz meleg aktivistákat szélsőbaloldali aktivisták és antiszemita írók, például Izrael Samir részéről, akik a Pussy Riot incidenst a zsidóság háborújának tekintették a keresztény ortodox egyház ellen.

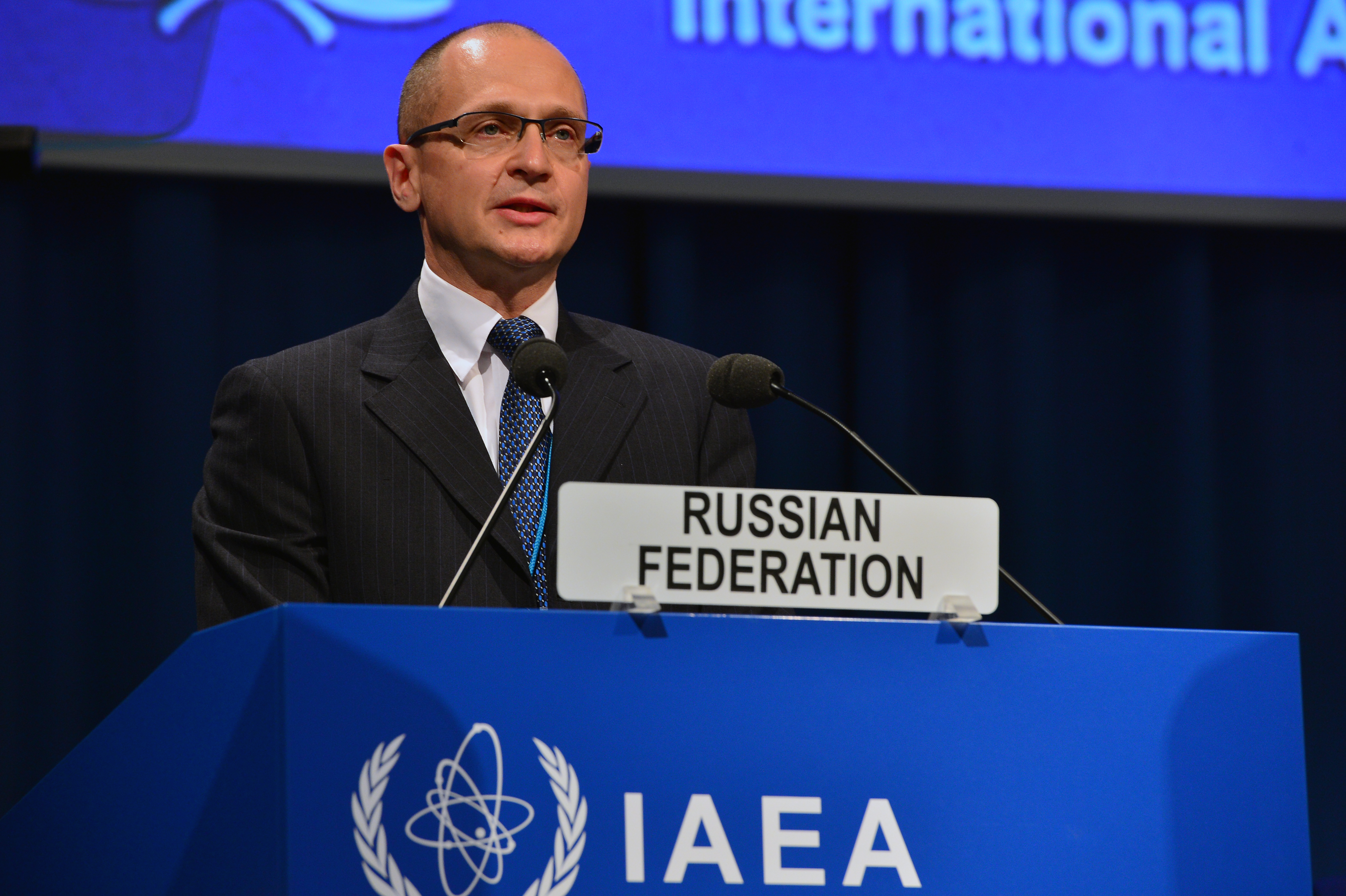
Szergej Kirijenko, Oroszország legfiatalabb miniszterelnöke

A Zsidó Autonóm Terület továbbra is az orosz állam autonóm területe. Mordehaj Scheiner birobidzsani főrabbi szerint 4000 zsidó él a fővárosban. Nyikolaj Mihajlovics Volkov kormányzó kijelentette, hogy „támogatni kíván minden értékes kezdeményezést, amelyet helyi zsidó szervezetek tartanak fenn”. A birobidzsáni zsinagógát 2004-ben, a régió 1934-es alapításának 70. évfordulóján nyitották meg.

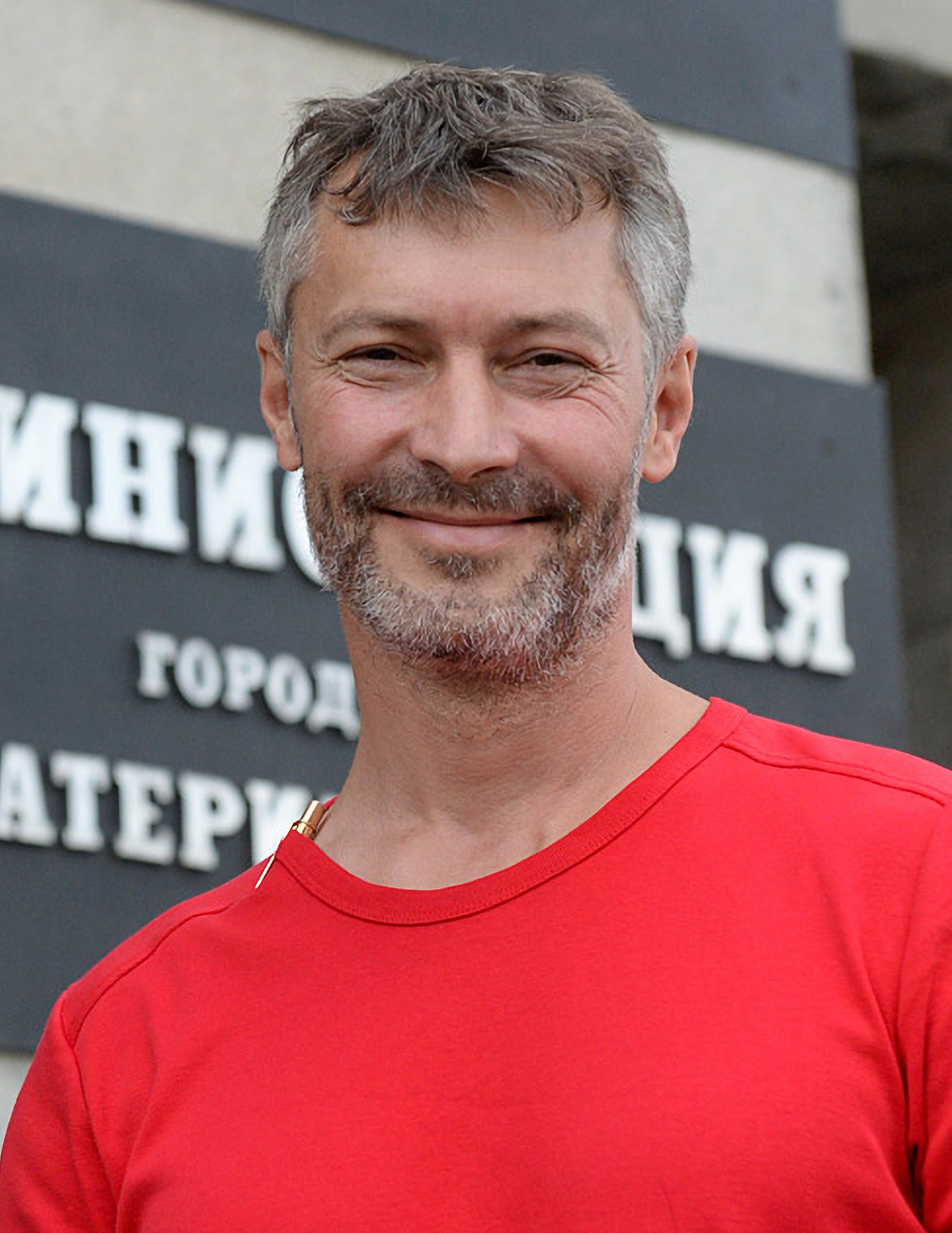
Jevgenyij Rojzman orosz ellenzéki politikus, aki 2013 és 2018 között Jekatyerinburg polgármestereként tevékenykedett

Ma Oroszország zsidó lakossága a kis családméretek, valamint az asszimiláció és a vegyes házasságok magas aránya miatt egyre csökken. Ezt a zsugorodást néhány külföldről, főleg Németországból visszatért orosz-zsidó emigráns lelassította. A zsidó szülőktől született gyermekek nagy többsége, akár 90%-a vegyes házasságokból származik, és a legtöbb zsidónak csak egy vagy két gyermeke van. Az orosz zsidók többsége Moszkvában vagy a főváros közelében él, további 20% pedig Szentpétervár környékén, a többi pedig a legalább 1 millió lakosú nagyvárosokban.
Az orosz távol-keleti Zsidó Autonóm Terület zsidó lakossága 2002-ben 2327 volt (1,22%).
A buharai zsidók főleg üzbég városokban élnek. A közép-ázsiai zsidók száma 1959-ben 20 800 körül volt. A tömeges kivándorlás előtt a tádzsik nyelv egyik dialektusát beszélték.
A grúz zsidók száma 1964-ben mintegy 35 700 volt, többségük Grúziában élt.
A kaukázusi hegyi zsidók, más néven tatok főleg Izraelben és az Egyesült Államokban élnek, elszórtan Dagesztánban és Azerbajdzsánban. 1959-ben Dagesztánban körülbelül 15 000, Azerbajdzsánban pedig 10 000 fő volt a számuk. A tat nyelv közép-perzsa nyelvjárás.
A krími zsidók, akik magukat krimcsáknak nevezték, hagyományosan a Krímben éltek, 1897-ben mintegy 5700-an voltak. Az éhínség miatt az 1920-as években többen kivándoroltak Törökországba és az Egyesült Államokba. A fennmaradó lakosságot a holokauszt gyakorlatilag megsemmisítette a Krím náci megszállása alatt, azonban a krimcsákok a háború után újra letelepedtek a Krímben, 1959-ben 1000 és 1800 közé tehető azok száma, akik visszatértek.
Az EuroStars fiatal felnőttek programja Oroszország 32 városában biztosít zsidó tanulási és társadalmi tevékenységeket. . Egyesek szerint a 21. század eleje óta „reneszánszát éli” az oroszországi zsidó közösség.

## Történelmi demográfia

A zsidók aránya az egyes szovjet tagköztársaságokban
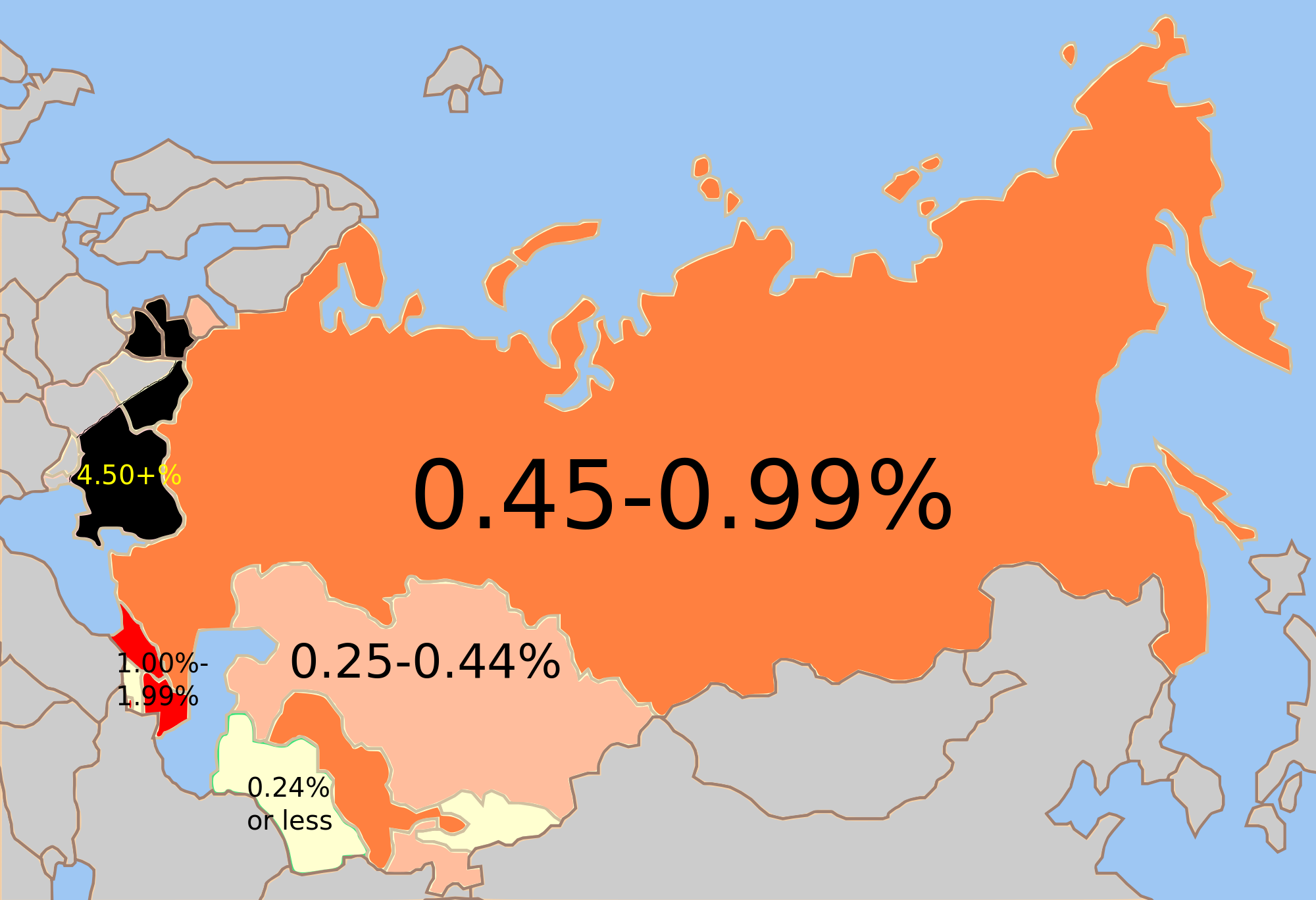
1939
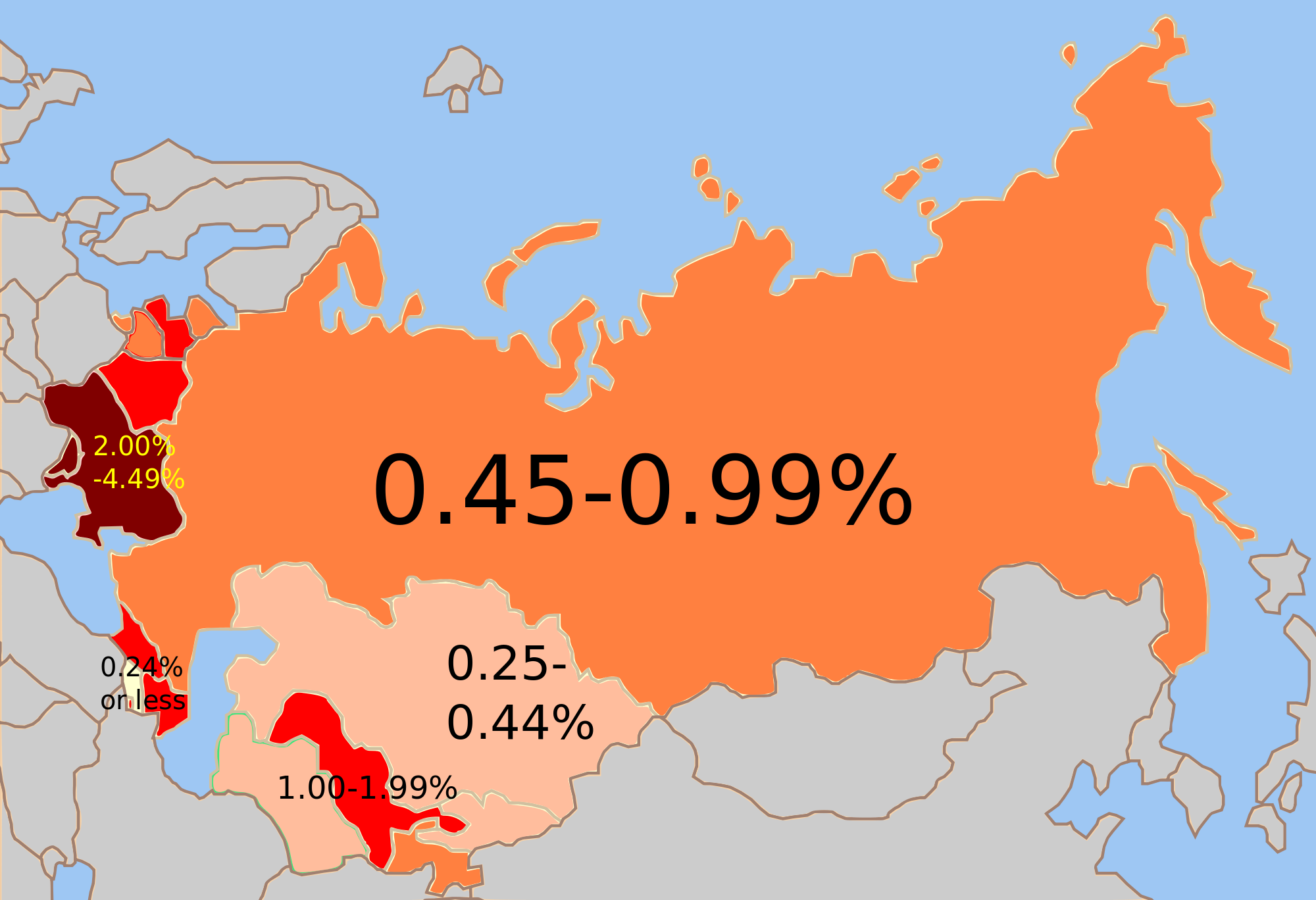
1959
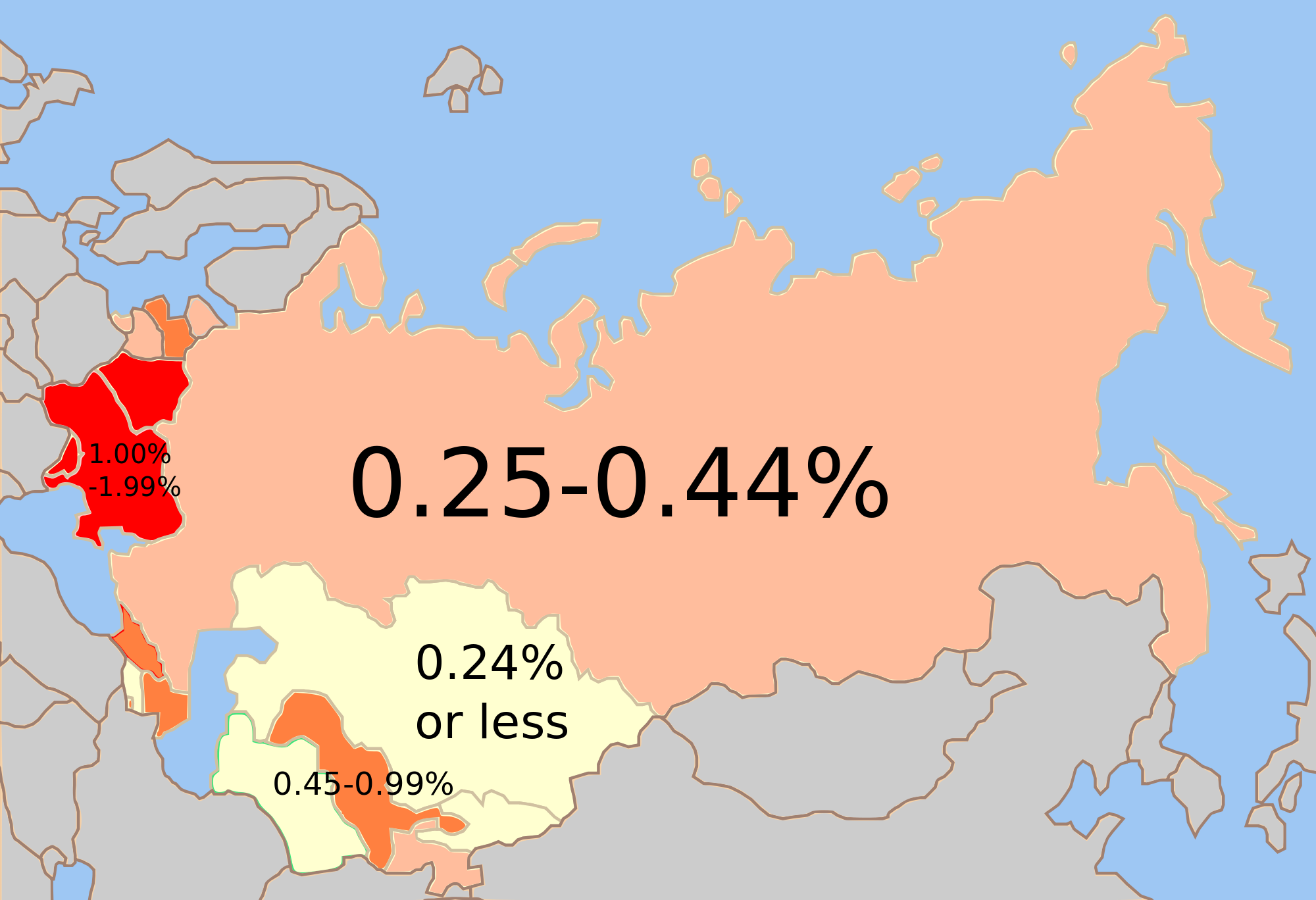
1989

| Év         | Zsidó lakosság (beleértve a tatokat is) | Megjegyzések |
| ---------- | --------------------------------------- | --- |
| 1914       | Több mint 5 250 000                     | Orosz Birodalom |
| 1926       | 2 672 499                               | A Szovjetunió első össz-szövetségi összeírása A határváltozások (Lengyelország elszakadása és Besszarábia egyesülése Romániával), a kivándorlás és az asszimiláció eredménye. |
| 1939       | 3 028 538                               | A természetes növekedés, az elvándorlás, az asszimiláció és az elnyomás eredménye                                                                                             |
| 1941 eleje | 5 400 000                               | Nyugat-Ukrajna és Fehéroroszország, a balti köztársaságok és a Lengyelországból érkező zsidó menekültek beáramlásának eredménye                                               |
| 1959       | 2 279 277                               | Lásd: holokauszt és alija. |
| 1970       | 2 166 026                               | A természetes népességfogyás (a halálozási arány meghaladja a születési arányt), az elvándorlás és az asszimiláció (például a vegyes házasságok) eredménye                    |
| 1979       | 1 830 317                               | Csökkenés ugyanazon okból, mint 1970-ben |
| 1989       | 1 479 732                               | Szovjet népszámlálás. A Szovjetunió egész területén végzett utolsó népszámlálás. Ugyanazért csökkenés, mint 1970-ben.                                                         |
| 2000       | 460 000                                 | A tömeges elvándorlás, a természetes népességcsökkenés és az asszimiláció eredménye.                                                                                          |
| 2002       | 265.000                                 | Csökkenés a 2000. évivel megegyező okból |
| 2010       | 159,348                                 | Csökkenés a 2000. évivel megegyező okból |

| SSR                               | 1897      | 1926          | 1939             | 1959      | 1970      | 1979      | 1989      | 2002    | 2010         |
| --------------------------------- | --------- | ------------- | ---------------- | --------- | --------- | --------- | --------- | ------- | ------------ |
| Oroszországi SZSZSZK/Oroszország  | 250 000   | 539 037       | 891 147          | 880 443   | 816 668   | 713 399   | 570 467   | 265 000 | 159 348      |
| Ukrán SZSZK/Ukrajna               | 2 680 000 | 2 720 000     | 2 700 000 (1941) | 840 446   | 777 406   | 634 420   | 487 555   | 100 000 | 71 500       |
| Belorusz SZSZK/Fehéroroszország   |           |               | 690 000(1941)    | 150 090   | 148 027   | 135 539   | 112 031   | 24 300  | 12 926(2009) |
| Moldáv SZSZK/Moldova              |           |               | 250 000          | 95 108    | 98 091    | 80 193    | 65 933    | 5500    | 4100         |
| Észt SZSZK/Észtország             |           |               | 4309             | 5 439     | 5 290     | 4993      | 4653      | 1900    | 1800         |
| Lett SZSZK/Lettorország           |           | 95 675 (1925) | 95 600           | 36 604    | 36 686    | 28 338    | 22 925    | 9600    | 6454 (2011)  |
| Litván SZSZK/Litvánia             |           |               | 263 000          | 24 683    | 23 566    | 14 703    | 12 398    | 3700    | 3050 (2011)  |
| Grúz SZSZK/Grúzia                 |           | 30 534        | 42 300           | 51 589    | 55 398    | 28 315    | 24 834    | 5000    | 3200         |
| Örmény SZSZK/Örményország         |           | 335           | 512              | 1 042     | 1049      | 962       | 747       | <100    | <100         |
| Azerbajdzsáni SZSZK /Azerbajdzsán |           | 59 768        | 41 245           | 46 091    | 49 057    | 44 345    | 41 072    | 7900    | 9100 (2009)  |
| Türkmén SZSZK/Türkmenisztán       |           | 2045          | 3037             | 4 102     | 3530      | 2866      | 2509      | 600     | 200          |
| Üzbég SZSZK/Üzbegisztán           |           | 37 896        | 50 676           | 94 488    | 103 058   | 100 067   | 95 104    | 6000    | 4500         |
| Tádzsik SZSZK/Tádzsikisztán       |           | 275           | 5166             | 12 435    | 14 627    | 14 697    | 14 836    | 100     | <100         |
| Kirgiz SZSZK/Kirgizisztán         |           | 318           | 1895             | 8632      | 7687      | 6879      | 6012      | 900     | 600          |
| Kazah SZSZK/Kazahsztán            |           | 3,548         | 19 240           | 28 085    | 27,676    | 23 601    | 20 104    | 4500    | 3700         |
| Szovjetunió/Posztszovjet államok  | 5 250 000 | 2 672 499     | 3 028 538        | 2 279 277 | 2 166 026 | 1 830 317 | 1 479 732 | 460 000 | 280 678      |

| SZSZK                            | % 1926 | % 1939 | % 1959 | % 1970 | % 1979 | % 1989 | % 2002 | % 2010 |
| -------------------------------- | ------ | ------ | ------ | ------ | ------ | ------ | ------ | ------ |
| Orosz SZSZSZK/Oroszország        | 0.58%  | 0.81%  | 0.75%  | 0.63%  | 0.52%  | 0.39%  | 0.18%  | 0.11%  |
| Ukrán SZSZK/Ukrajna              |        | 6.55%  | 2.01%  | 1.65%  | 1.28%  | 0.95%  | 0.20%  | 0.16%  |
| Belorusz SZSZK/ Fehéroroszország |        | 6.55%  | 1.86%  | 1.64%  | 1.42%  | 1.10%  | 0.24%  | 0.14%  |
| Moldáv SZSZK/Moldova             |        |        | 3.30%  | 2.75%  | 2.03%  | 1.52%  | 0.13%  | 0.11%  |
| Észt SZSZK/Észtország            |        | 0.38%  | 0.45%  | 0.39%  | 0.34%  | 0.30%  | 0.14%  | 0.13%  |
| Lett SZSZK/Lettország            | 5.19%  | 4.79%  | 1.75%  | 1.55%  | 1.13%  | 0.86%  | 0.40%  | 0.31%  |
| Litván SZSZK/Litvánia            |        | 9.13%  | 0.91%  | 0.75%  | 0.43%  | 0.34%  | 0.10%  | 0.10%  |
| Grúz SZSZK/Grúzia                | 1.15%  | 1.19%  | 1.28%  | 1.18%  | 0.57%  | 0.46%  | 0.10%  | 0.08%  |
| Örmény SZSZK/Örményország        | 0.04%  | 0.04%  | 0.06%  | 0.04%  | 0.03%  | 0.02%  | <0.01% | <0.01% |
| Azerbajdzsáni SZSZK/Azerbajdzsán | 2.58%  | 1.29%  | 1.25%  | 0.96%  | 0.74%  | 0.58%  | 0.10%  | 0.10%  |
| Türkmén SZSZK/Türkmenisztán      | 0.20%  | 0.24%  | 0.27%  | 0.16%  | 0.10%  | 0.07%  | 0.01%  | <0.01% |
| Üzbég SZSZK/Üzbegisztán          | 0.80%  | 0.81%  | 1.17%  | 0.86%  | 0.65%  | 0.48%  | 0.02%  | 0.02%  |
| Tádzsik SZSZK/Tádzsikisztán      | 0.03%  | 0.35%  | 0.63%  | 0.50%  | 0.39%  | 0.29%  | <0.01% | <0.01% |
| Kirgiz SZSZK/Kirgizisztán        | 0.03%  | 0.13%  | 0.42%  | 0.26%  | 0.20%  | 0.14%  | 0.02%  | 0.01%  |
| Kazah SZSZK/Kazahsztán           | 0.06%  | 0.31%  | 0.30%  | 0.22%  | 0.16%  | 0.12%  | 0.03%  | 0.02%  |
| Szovjetunió/Posztszovjet államok | 1.80%  | 1.80%  | 1.09%  | 0.90%  | 0.70%  | 0.52%  | 0.16%  | 0.10%  |

A zsidó lakosság adatai az összes évben kiterjednek a hegyi zsidókra, a grúz zsidókra, a buharai zsidókra (vagy közép-ázsiai zsidókra), a krimcsákokra és a tatokra.

## Orosz zsidó alijázás és bevándorlás Izraelen kívüli országokba

### Izrael
| Év   | TFR   |
| ---- | ----- |
| 2000 | 1.544 |
| 1999 | 1.612 |
| 1998 | 1.632 |
| 1997 | 1.723 |
| 1996 | 1.743 |
| 1995 | 1.731 |
| 1994 | 1.756 |
| 1993 | 1.707 |
| 1992 | 1.604 |
| 1991 | 1.398 |
| 1990 | 1.390 |

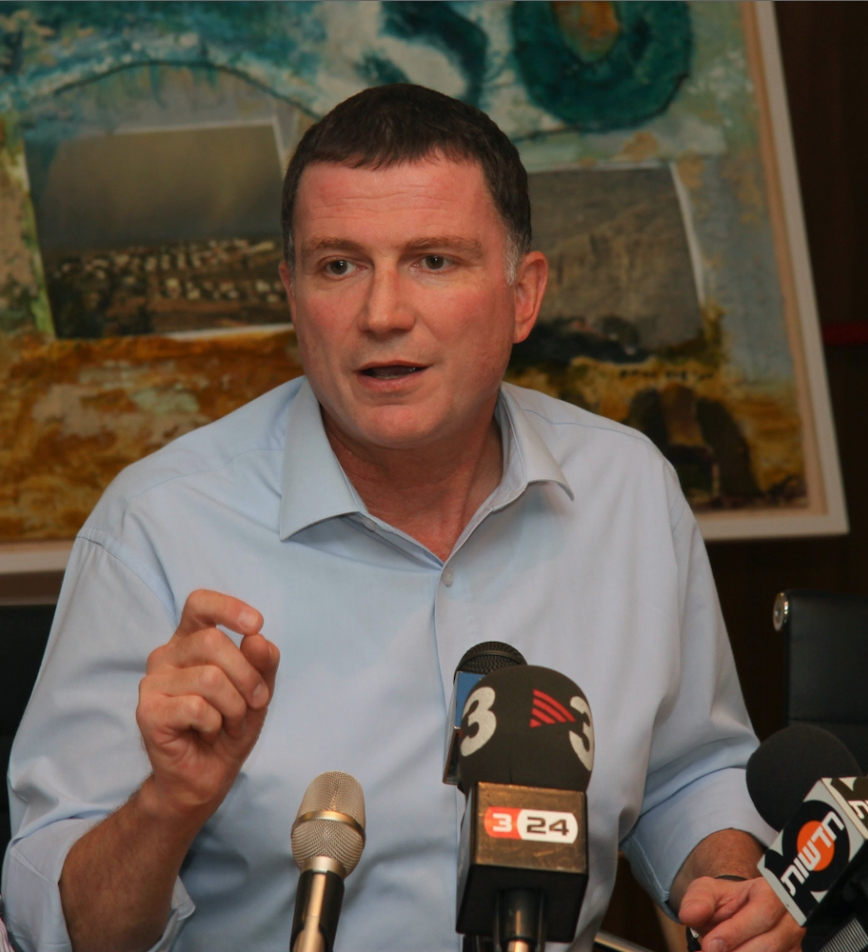
Juli Edelstein, a Szovjetunió egyik legjelentősebb refusenikje, aki 2013 és 2020 között a Knesszet (Izrael parlamentje) elnökeként tevékenykedett

Napjainkban az orosz zsidók legnagyobb része olé (alijázott zsidó) és szabra („bennszülött”). 2011-ben az oroszok Izrael 7,7 millió lakosának mintegy 15%-át alkották (beleértve a halákhikus nem zsidókat, akik a volt Szovjetunióból érkezett bevándorlók mintegy 30%-át tették ki). Az 1990-es évekbeli alijázás ennek a népességnek a 85-90%-át teszi ki. A posztszovjet államokban (FSU) született olim népességnövekedési üteme a legalacsonyabb volt az izraeli csoportok körében, a termékenységi ráta 1,70, a természetes szaporodás pedig mindössze +0,5% volt évente. Az izraeli zsidó születési arányszám növekedése a 2000–2007 közötti időszakban részben a posztszovjet országokból alijázó zsidók növekvő születési arányszámának volt köszönhető, akik jelenleg Izrael zsidó lakosságának 20%-át teszik ki. Az izraeli orosz zsidó népesség 96,5%-a zsidó vagy nem vallásos, míg 3,5% (35 000 fő) más valláshoz (többnyire kereszténységhez) tartozik, és mintegy 10 000 fő a zsidó kereszténységtől elkülönülő messiási zsidóként azonosítja magát.
Az Izraelben született FSU-olim teljes termékenységi rátáját az alábbi táblázat tartalmazza. A TFR idővel nőtt, 1997-ben érte el a csúcsot, majd ezt követően kissé csökkent, 2000 után pedig ismét nőtt.
1999-ben körülbelül 1 037 000, a volt Szovjetunió területéről származó olim élt Izraelben, akik közül körülbelül 738 900 fő alijázott 1989 után. A második legnagyobb oleh (עוֹלֶה) csoport (marokkói zsidók) mindössze 1 000 000 főt számlált. 2000 és 2006 között 142 638 posztszovjet országban született zsidó költözött Izraelbe, míg 70 000 közülük emigrált Izraelből olyan országokba, mint az Egyesült Államok és Kanada – a teljes népesség 2007 januárjáig 1 150 000-re emelkedett. A természetes növekedés 0,3% körüli volt az 1990-es évek végén. Például 1996-ban 2 456 (7463 születés és 5007 haláleset), 1997-ben 2819 (8 214–5 395), 1998-ban 2 959 (8926–5967) és 1999-ben 2970 (9 282–6 312). 1999-ben a természetes növekedés +0,385% volt. (A számok csak az 1989 után beköltözött, posztszovjet országban született alijázó zsidókra (olim) vonatkoznak). 
Becslések szerint 2010 végén 45 000 olyan illegális bevándorló élt Izraelben, aki a volt Szovjetunióból érkezett, de nem világos, hogy közülük hányan valóban zsidók.
2013-ban 7520 fő, azaz az összes olim közel 40%-a alijázott a volt Szovjetunióból. 2014-ben 4685 orosz állampolgár költözött Izraelbe, ami több mint kétszerese az előző 16 év bármelyikében megszokottnak. 2015-ben közel 7000, vagyis az összes olim valamivel több mint húsz százaléka érkezett a volt Szovjetunióból.
A volt Szovjetunióból származó olim és olot (עוֹלות) között olyan neves személyiségek vannak, mint Anna Zak, Natan Saranszkij, Yuri Foreman, Juli-Joel Edelstein, Zeév Elkin, Nachman Dusanszki, Borisz Gelfand, Natasha Mozgovaya, Avigdor Lieberman, Roman Dzindzichashvili, Anastassia Michaeli, Haim Megrelashvili, Victor Mikhalevski, Evgeny Postny, Maxim Rodshtein, Tatiana Zatulovskaya, Maria Gorokhovskaya, Katia Pisetsky, Alekszander Averbukh, Anna Smashnova, Jan Talesnikov, Vagyim Alekszejev, Michael Kolganov, Alexander Danilov, Jevgenyija Lineckájá, Marina Kravcsenko, David Kazhdan, Leonyid Nevzlin, Vadim Akolzin, Roman Bronfman, Mihail Csernoj, Arkagyij Gajdamak, Szergej Sakhnovski, Roman Zareckij, Alekszandra Zareckij, Borisz Tsirelson, Ania Bukstein és Margarita Levieva.

### Amerikai Egyesült Államok

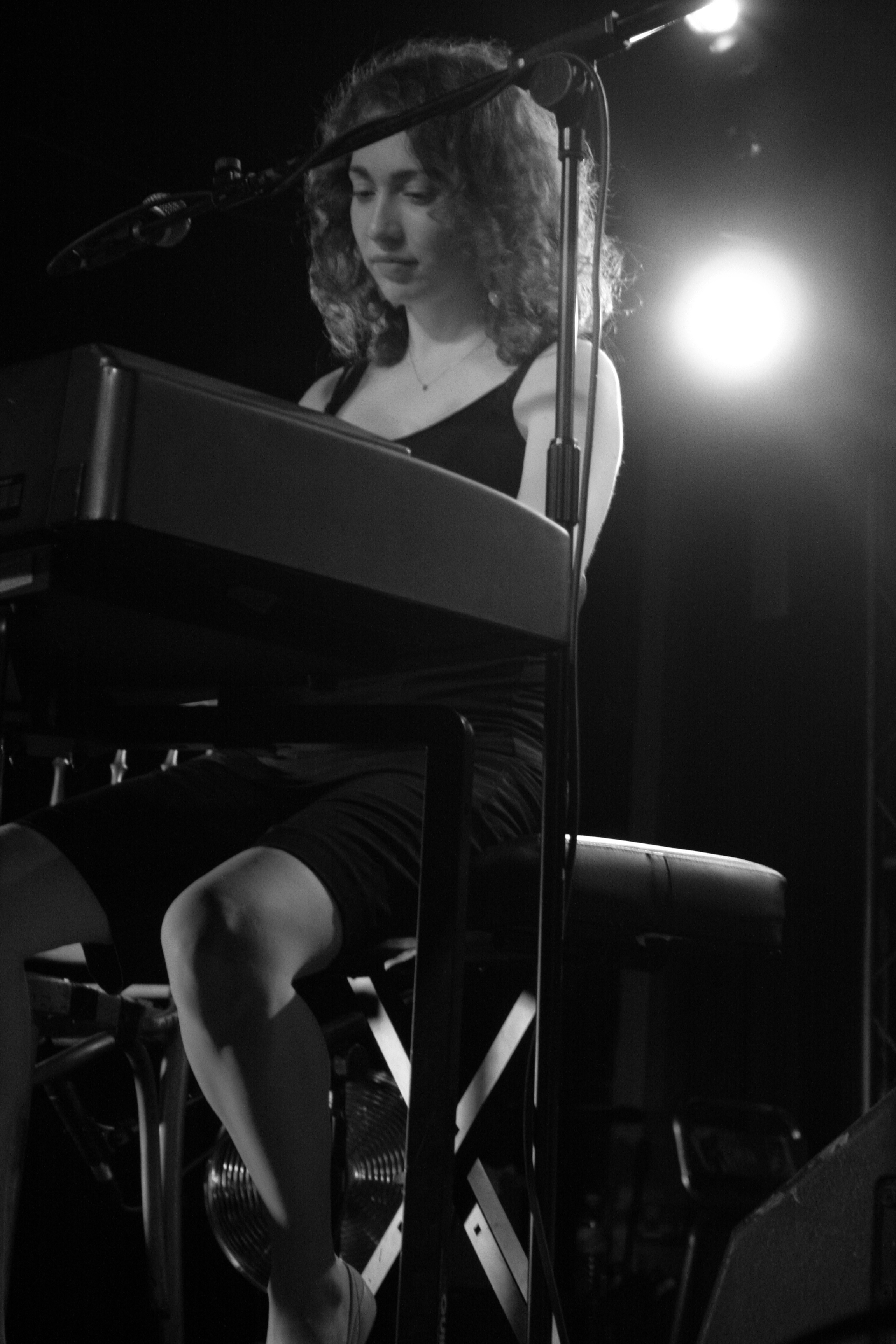
Regina Spektor amerikai énekesnő, aki olyan költőktől idéz dalaiban, mint Paszternak

A második legnagyobb orosz zsidó lakosság az Egyesült Államokban él. A RINA szerint az Egyesült Államokban az orosz zsidó lakosság száma 350 000 fő. Az Egyesült Államokban a teljes orosz zsidó népességet 700 000-re becsülik. 
Nevezetes oroszországi, cári oroszországi, vagy a Szovjetunióban született zsidó amerikaiak (élők és elhunytak) közé tartozik Alekszej Alekszejevics Abrikoszov, Isaac Asimov, Leonard Blavatnik, Sergey Brin, Joszif Alekszandrovics Brodszkij, Szergej Dovlatov, Anthony Fedorov, Israel Gelfand, Emma Goldman, Vladimir Horowitz, Gregory Kaidanov, Avi Kaplan, Jan Koum, Szavelij Kramarov, Mila Kunis, Leonid Levin, Lev Loseff, Alexander Migdal, Eugene Mirman, Alla Nazimova, Ayn Rand, Mark Rothko, Dmitry Salita, Menachem Mendel Schneerson, Jakov Sinai, Mihail Sifman, Mihail Sufutinszkij, Regina Spektor, Willi Tokarev és Arkady Vainshtein.
A nagy orosz zsidó közösségek közé tartozik Brighton Beach és Sheepshead Bay, New York Brooklyn kerületében; Fair Lawn és a közeli területek Bergen megyében, New Jersey államban; Bucks és Montgomery megyék Philadelphia közelében; Pikesville, Maryland, Baltimore túlnyomórészt zsidó külvárosa; Washington Heights a Sunny Isles Beach szomszédságában, Dél-Floridában; Skokie és Buffalo Grove, Chicago külvárosai; és a kaliforniai West Hollywood.

### Németország
A negyedik legnagyobb orosz-zsidó közösség Németországban található, az orosz-zsidók száma 119 000 fő, de egyéb kötődéseket figyelembe véve 250 000 fő.
1991–2006-ban a volt szovjet területekről körülbelül 230 000 zsidó vándorolt be Németországba. 2006 elején Németország megszigorította a bevándorlási programot. A mintegy 215 000 fős orosz zsidó népesség körében végzett felmérés (a természetes fogyást is figyelembe véve) azt mutatta, hogy a megnövekedett népesség mintegy 81%-a vallásilag zsidó vagy ateista, míg mintegy 18,5%-a kereszténynek vallotta magát.
A neves németországi orosz zsidók közé tartozik Valery Belenky, Maxim Biller, Friedrich Gorenstein, Wladimir Kaminer, Lev Kopelev, Elena Kuschnerova, Alfred Schnittke, Vlagyimir Nyikolajevics Vojnovics és Lilya Zilberstein.

### Kanada
Az ötödik legnagyobb orosz zsidó közösség Kanadában található. A szűken vett kanadai orosz zsidó lakosság száma 30 000, az orosz zsidó gyökerekkel rendelkező lakosság száma pedig több mint 50 000 fő, főleg Montrealban és Torontóban. A neves orosz zsidó lakosok közé tartozik Mark Berger cselgáncsozó, Eliezer Serbatov jégkorongozó és a Tasseomancy zenei együttes.

### Ausztrália
A Szovjetunióból érkező zsidók az 1970-es és 1990-es években két migrációs hullámban telepedtek le Ausztráliában. Mintegy 5000-en vándoroltak be az 1970-es években, és 7-8000-en az 1990-es években. A volt Szovjetunióból származó zsidók becsült száma Ausztráliában 10 000–11 000 fő, ami az ausztrál zsidó népesség körülbelül 10%-át teszi ki. A volt Szovjetunió zsidóinak mintegy fele Ukrajnából, harmada pedig az Orosz Föderációból származik.

### Finnország
1990 óta orosz zsidók százai költöztek Finnországba, és segítettek megfékezni az ottani zsidó közösség csökkenését. A finnországi zsidók összlétszáma az 1980-as 800-ról 2006-ra 1200-ra nőtt. Az összes iskolás zsidó gyerek 75%-ának van legalább egy orosz szülője.

### Más országok

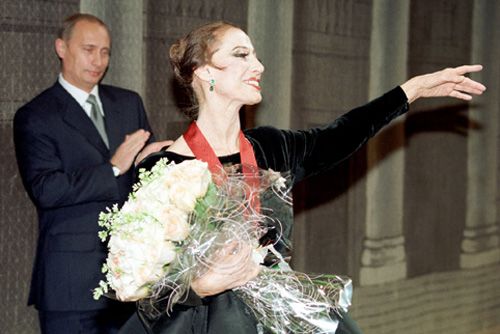
Maja Mihajlovna Pliszeckaja kormányzati díjat kap Vlagyimir Putyin orosz elnöktől 2000. november 20-án

Ausztriában, Belgiumban, Nagy-Britanniában, Olaszországban, Hollandiában, Új-Zélandon és Svájcban is élnek kisebb számban orosz zsidók. Az orosz zsidók bevándorlása semlegesítette a zsidó népesség negatív tendenciáit néhány európai országban, például Hollandiában és Ausztriában. A franciaországi orosz zsidók között szerepel Leon Szamojlovics Bakszt, Marc Chagall, Leon Poljakov, Jevgenyij Igorevics Kiszin, Alexandre Koyré, Ida Rubinstein, Lev Sesztov és Anatoli Vaïsser. Néhány további nevezetes orosz zsidó Roman Arkagyjevics Abramovics, Vlagyimir Askenazi, Borisz Abramovics Berezovszkij és Maxim Vengerov (Egyesült Királyság), Gennadi Sosonko (Hollandia), Viktor Lvovics Korcsnoj (Svájc) és Maja Mihajlovna Pliszeckaja (Spanyolország).

## Zsidó származású orosz miniszterelnökök
- Szergej Vlagyilemovics Kirijenko, Oroszország miniszterelnöke (1998)
- Jevgenyij Makszimovics Primakov, Oroszország miniszterelnöke (1998–1999)
- Mihail Jefimovics Fradkov, Oroszország miniszterelnöke (2004–2007)
- Mihail Vlagyimirovics Misusztyin, Oroszország miniszterelnöke (2020-tól napjainkig)

## Fordítás
- Ez a szócikk részben vagy egészben  a   History of the Jews in Russia című angol Wikipédia-szócikk ezen változatának fordításán alapul.  Az eredeti cikk szerkesztőit annak laptörténete sorolja fel. Ez a jelzés csupán a megfogalmazás eredetét és a szerzői jogokat jelzi, nem szolgál a cikkben szereplő információk forrásmegjelöléseként.